# Sächsisches Landesgymnasium Sankt Afra
Das Sächsische Landesgymnasium Sankt Afra zu Meißen ist ein Gymnasium für Hochbegabtenförderung im Freistaat Sachsen mit Sitz in Meißen. Schulträger ist das Sächsische Staatsministerium für Kultus. Es trägt den Namen der Heiligen Afra, Schutzpatronin für Stadt und Bistum Augsburg. Sankt Afra ist – zusammen mit der Landesschule Pforta in Sachsen-Anhalt – eine der wenigen staatlich getragenen Bildungseinrichtungen ihrer Art in Deutschland. Internatsbetreuung, Miete und Verpflegung sind, im Gegensatz zum Schulbesuch, kostenpflichtig.
Das Sächsische Landesgymnasium Sankt Afra sieht sich in der Tradition der „Fürstlichen Landesschule St. Afra“, einer der drei Fürstenschulen, die 1543 bzw. 1550 von Herzog Moritz von Sachsen nach der Umwandlung von Klöstern gegründet wurden. Die drei Fürstenschulen sind die ältesten staatlichen Schulen in Deutschland.
Im Jahr 2018 feierte die Schule ihr 475-jähriges Jubiläum. Zu den bekanntesten Absolventen gehören Christian Fürchtegott Gellert, Ernst Schnabel, Samuel Hahnemann, Friedrich Naumann und Gotthold Ephraim Lessing.
Das Motto lautet „[Freiraum für Persönlichkeit]“.
Ein weiteres Motto des Gymnasiums und zugleich der Titel der Zeitschrift des „Verein der Altafraner e. V.“ lautet Sapere aude!

## Konzeption in der Gegenwart

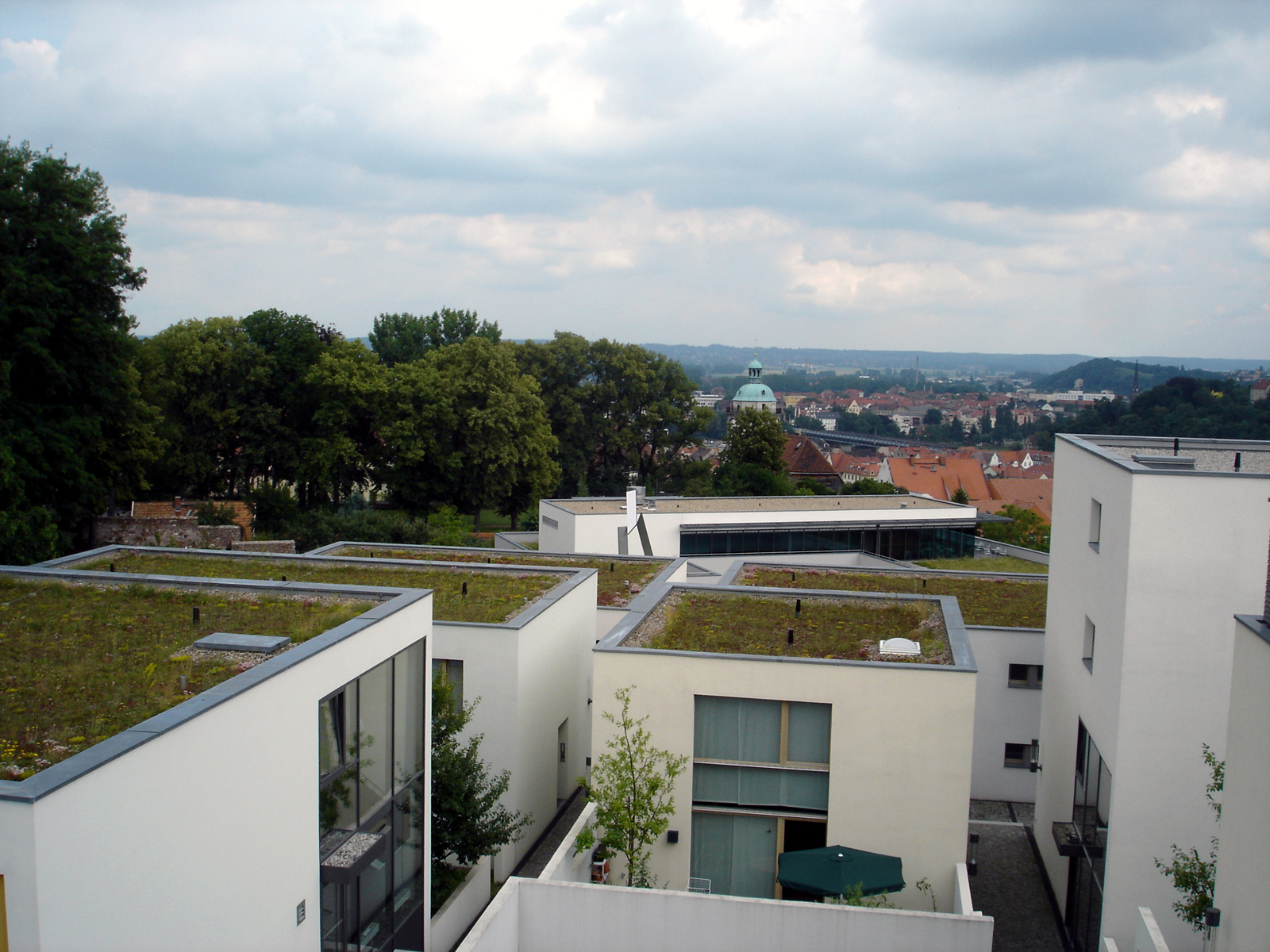
Blick über das Mittelstufendorf

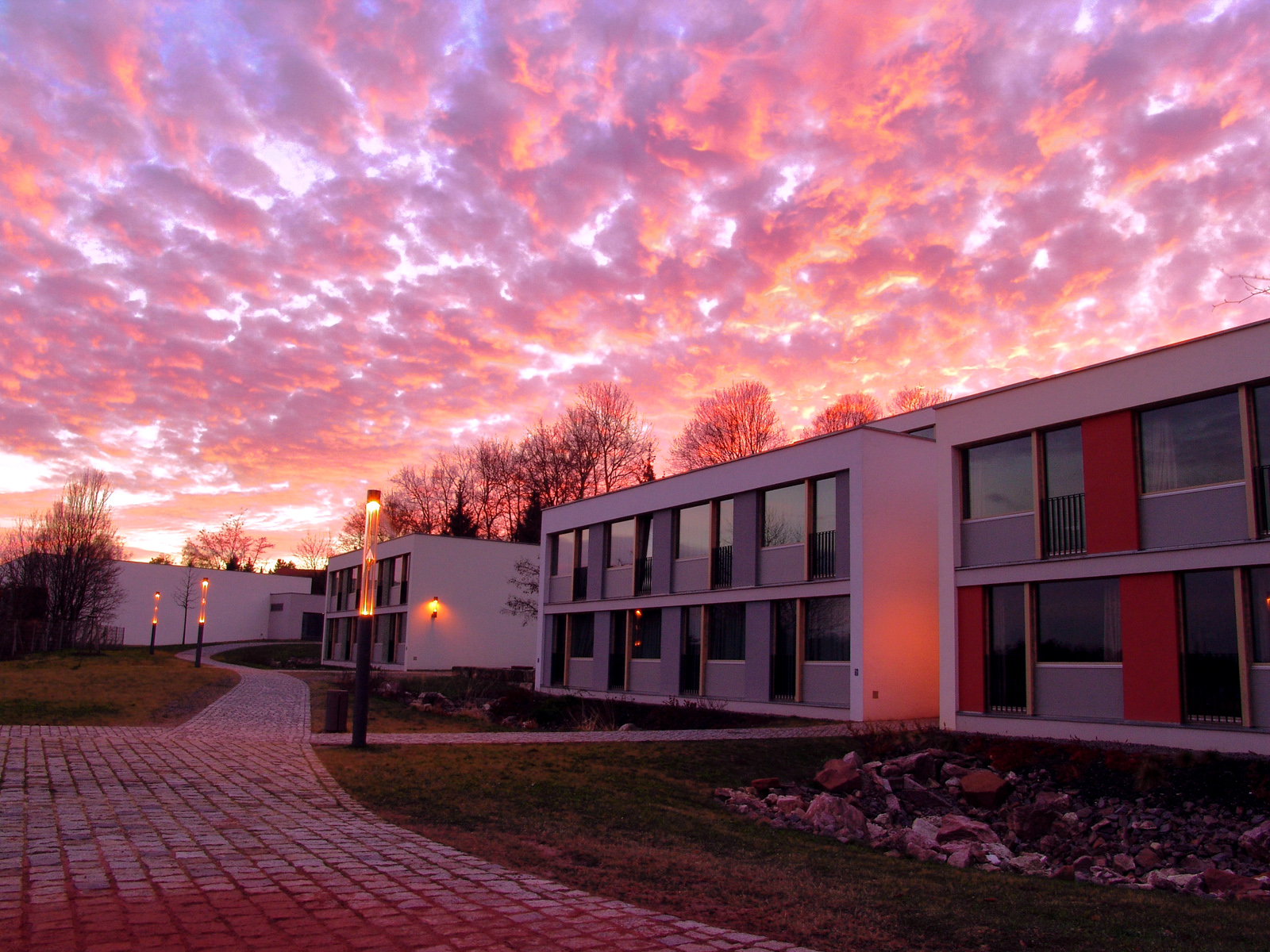
Weg zur Turnhalle neben der Mensa

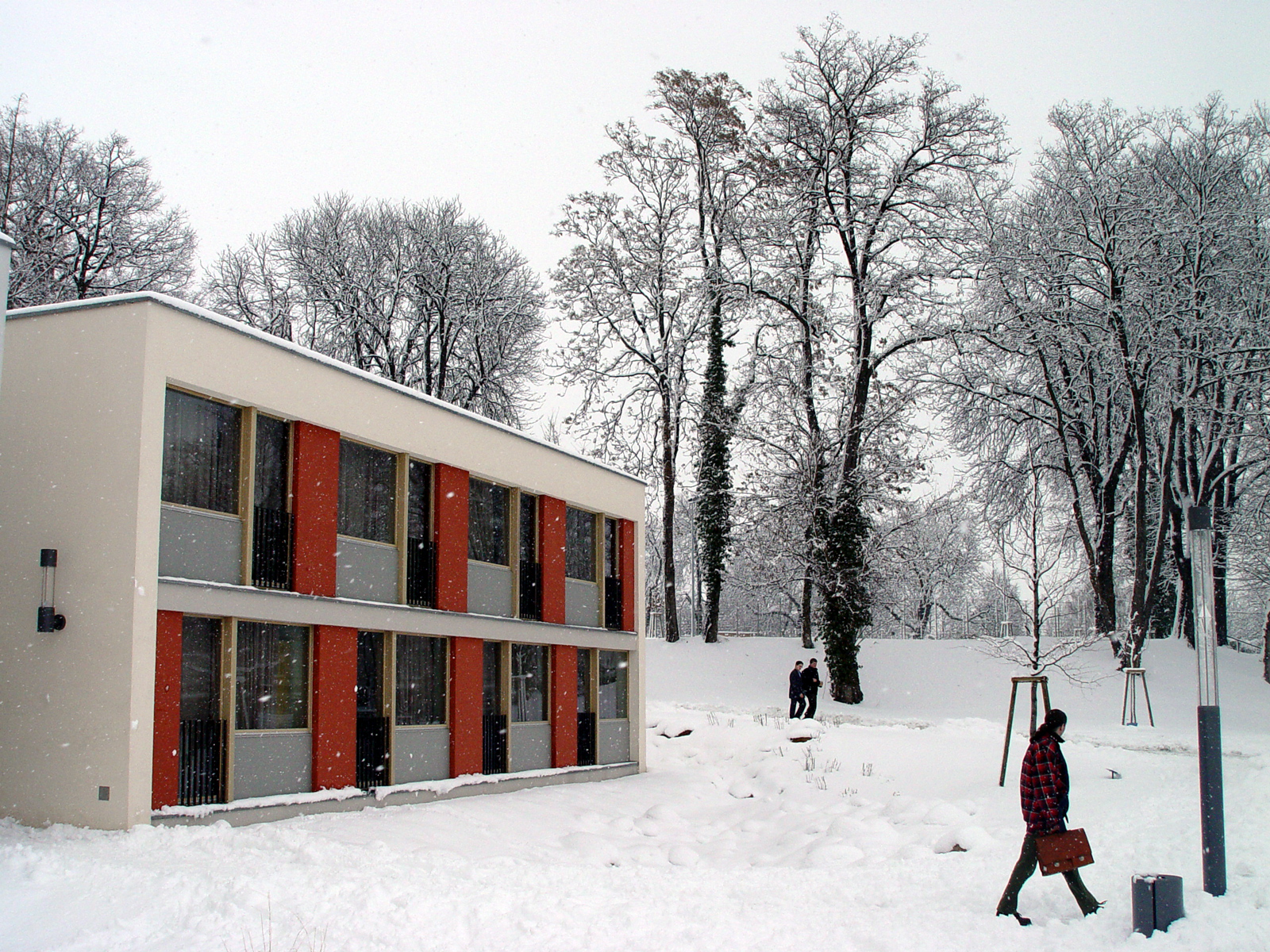
Haus 1 im Winter

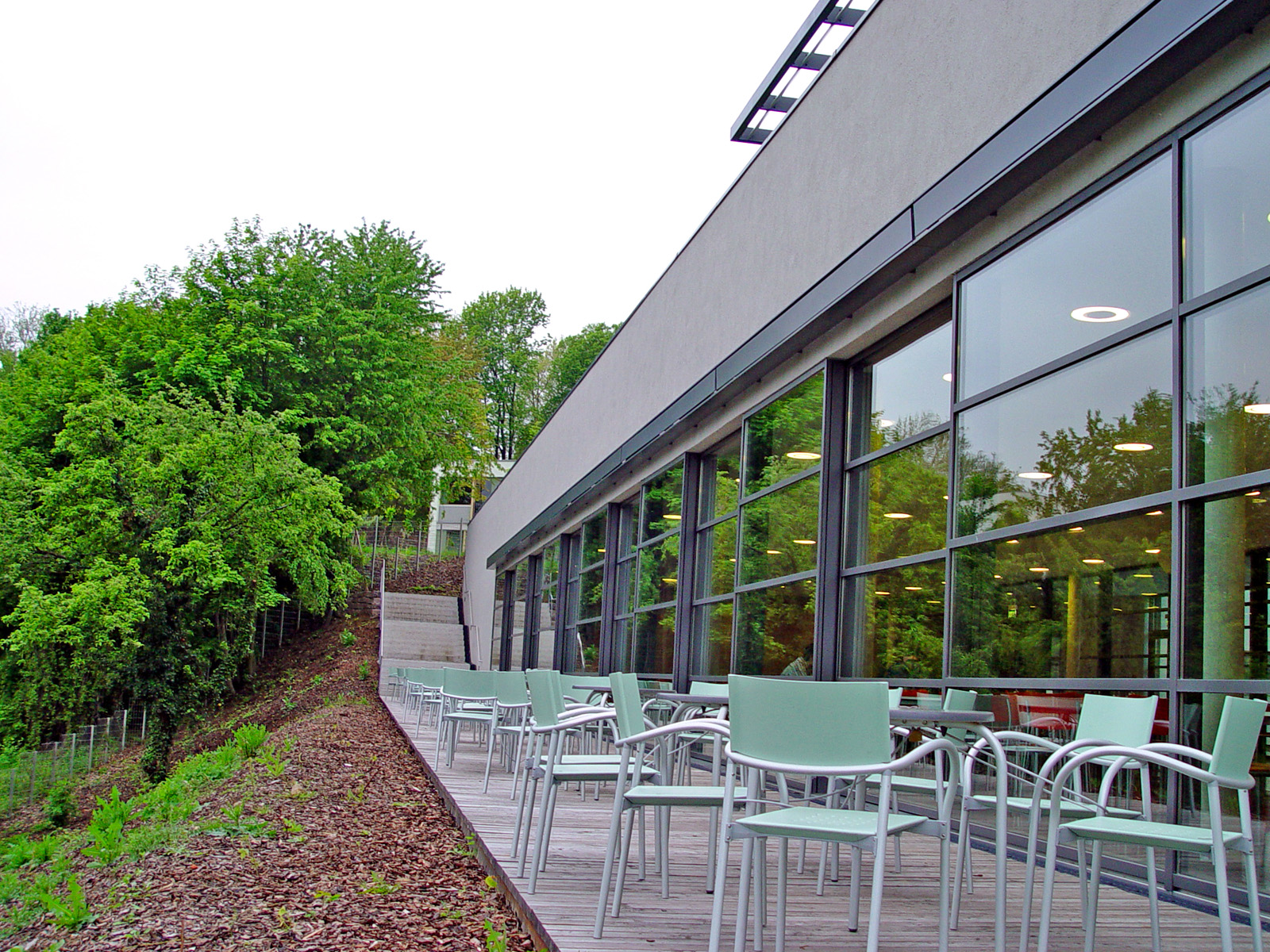
Mensa (Hangansicht)

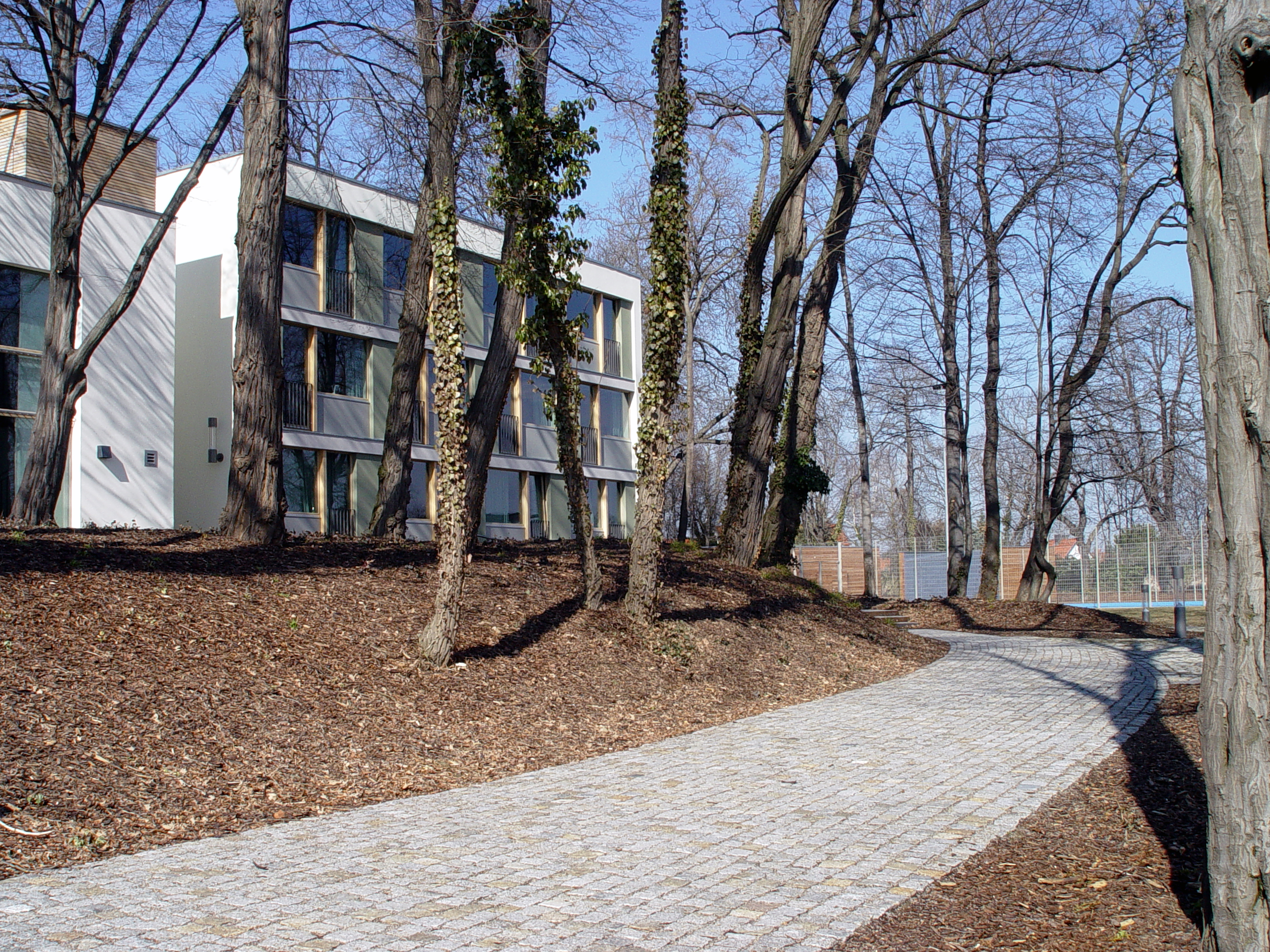
Kreuzung zum Oberstufendorf

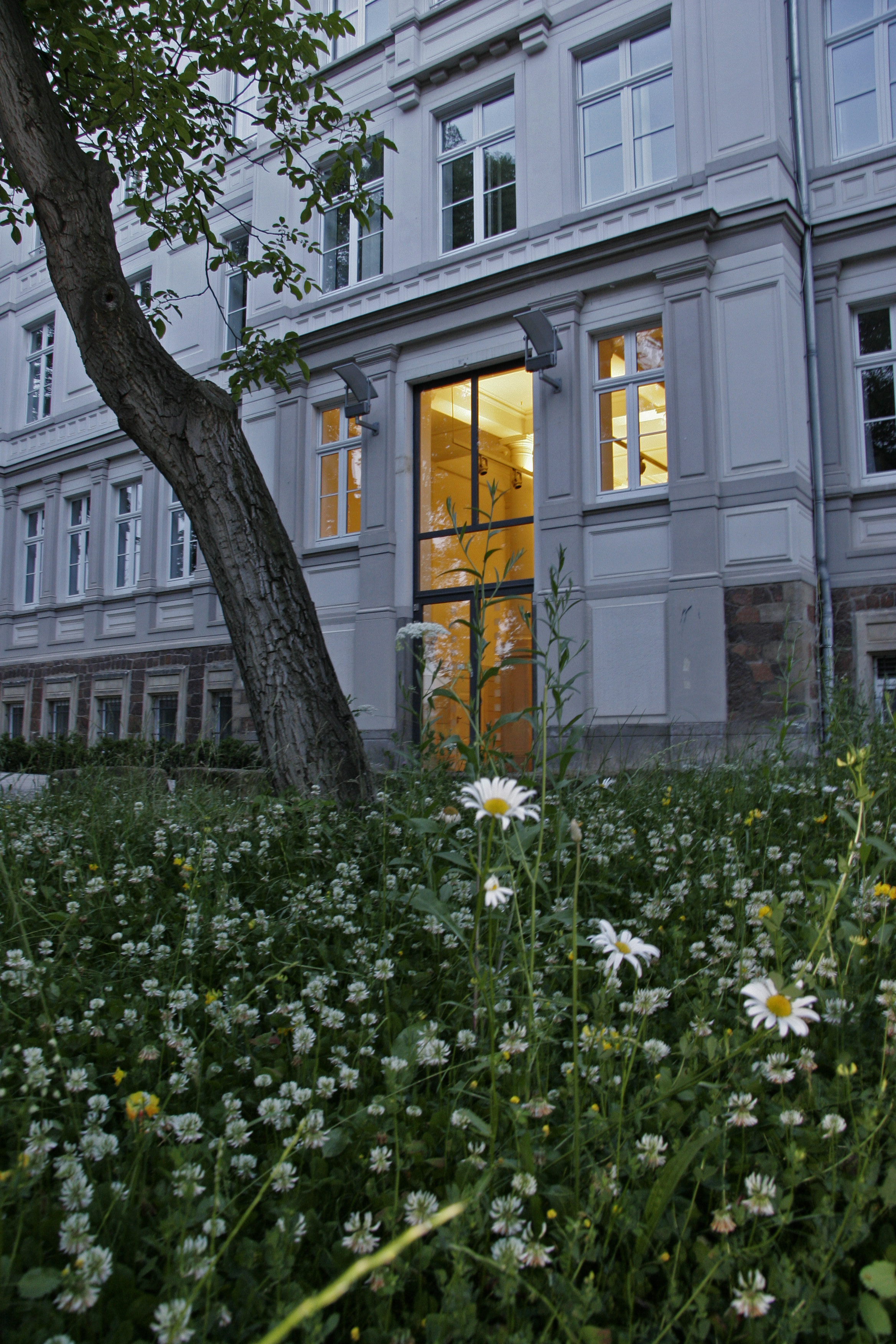
Schuleingang

### Auswahlverfahren
Das Landesgymnasium Sankt Afra zu Meißen nimmt zu Beginn eines jeden Schuljahres Schüler der neuen siebten und neunten Klasse auf. Dazu erfolgt ein zweitägiges Auswahlverfahren (Schülerassessmentcenter, kurz SAC) im Frühjahr.

### Unterricht
Die Schüler der Klassenstufen acht bis zehn können sich im Rahmen der Addita in alle Themengebiete vertiefen. Bei den Addita wird zwischen addita 1 (vgl. AGs) und addita 2 (Wettbewerbsaddita) unterschieden. Ein additum 1 ist verpflichtend. In der siebten Klasse wird anstatt der Addita das Fach Explorer angeboten. Besonderen Wert wird während des Unterrichts auf Intellekt, Toleranz und Gleichgesinnung gelegt.
Angebotene Sprachen sind Latein, Altgriechisch, Französisch, Russisch und Spanisch. Alle Schüler lernen mindestens drei Fremdsprachen. Ab der 9. Klasse wird eine vierte Fremdsprache als Vertiefung angeboten, interessierte Schüler können zwischen Spanisch und Russisch wählen. Weitere Sprachen können im Rahmen eines Additums erlernt werden. 
Der Unterricht wird in Doppelstunden abgehalten, von denen ein normaler Tag drei bis vier hat. Samstagvormittag finden, im Gegensatz zu anderen Schulen, zwei Doppelstunden statt. Für Schüler, die sich für gewisse Themen besonders interessieren, gibt es in St. Afra das Konzept des Lernvertrages. Dieser ermöglicht es den Schüler parallel zur Unterrichtszeit an einem bestimmten Thema zu arbeiten.
In der neunten und zehnten Klasse gibt es in Afra Semesterarbeiten, die ein Mal pro Halbjahr zu variierenden Themengebieten erbracht werden. In der 11. Klassenstufe gibt es eine BeLl (Besondere Lernleistung) zu einem freien Thema, die als Vorbereitung zur Besonderen Lernleistung in der Oberstufe gilt. Für Klassen mit neuen Schülern gibt es ein halbes Jahr lang des Concipio (vgl. Klassenleiterstunde), in dem klasseninterne Probleme besprochen werden können. In der zehnten Klasse findet der Geschichtsunterricht ein halbes Jahr lang auf Englisch statt. Je nach Personalsituation wird nicht der Geschichtsunterricht, sondern zum Beispiel Biologie ein Halbjahr bilingual abgehalten. Außerdem gibt es Addita auf Englisch. Auch die oben erwähnten Profilarbeiten kann man teilweise auf Englisch schreiben.

### Oberstufe
In der Oberstufe am Landesgymnasium Sankt Afra wird zusätzlich zum Pensum eines sächsischen Regelgymnasiums ein dritter Leistungskurs unterrichtet. Im Gegensatz zu anderen sächsischen Spezialschulen ist in Sankt Afra das Angebot an Leistungskurs-Kombinationsmöglichkeiten umfangreicher. Die Kombinationsmöglichkeiten entsprechen den Vorgaben des sächsischen Kultusministeriums, so sind etwa Kunst-, Musik- oder Sportleistungskurse nicht wählbar, Mathematik und Deutsch nicht abstufbar. Dennoch können sich die Schüler in diesem Rahmen auch in unübliche Leistungskurse einschreiben, so kam im Jahr 2006 erstmals in Sachsen ein Altgriechisch-Leistungskurs zustande, aber auch Naturwissenschaften in Kombination sind möglich.
Auf Beschluss des sächsischen Kultusministeriums hin wurde in Sankt Afra in der Sekundarstufe II kein Englisch unterrichtet, da der Wissenszuwachs zu gering sei. Teilweise wurden Themen, die normalerweise im Englisch-Leistungskurs unterrichtet werden, bereits in den Lehrplan der 9./10. Klasse eingebaut. Die seit dem Schuljahr 2008/09 wirksame Reform der gymnasialen Oberstufe in Sachsen hob diese Regelung auf und Englisch wird seitdem zumindest als Grundkurs angeboten. Zusätzlich gibt es in Sankt Afra Möglichkeiten für Schüler, ihr Englisch zu verbessern; neben einem Wahlgrundkurs English Literature werden auch AGs angeboten.
Das Angebot an besonderen Wahlgrundkursen bietet den Schüler zusätzliche Wahlmöglichkeiten. So gibt es einen Italienisch- und English-Literature-Wahlgrundkurs, aber auch einen Wahlgrundkurs Sprache und Theater und Astronomie.

### Frühstudium
In Zusammenarbeit mit der TU Dresden und Unterstützung der Stiftung der Deutschen Telekom wird am Landesgymnasium Sankt Afra die Möglichkeit zu einem Frühstudium angeboten. Schüler der 9. bis 12. Klasse können bei hervorragenden schulischen Leistungen in einigen ausgesuchten Fächern am Studienalltag der TU Dresden teilnehmen. Bei Bestehen der Abschlussklausuren der Universität ist es möglich, den jeweiligen Semesterkurs für ein späteres Studium anzurechnen.

### Besondere Lernleistung
Die Besondere Lernleistung (BeLL) am Landesgymnasium Sankt Afra ist analog zu der in Sachsen freiwillig zu erbringenden Facharbeit im Rahmen des Abiturs. Jedoch ist sie für Schüler des Landesgymnasiums nicht fakultativ. Die BeLL wird während der 11. und 12. Klasse erbracht.
Die Arbeit wird anschließend in einem Kolloquium verteidigt.
Sämtliche eingereichten Arbeiten werden in den Bestand der Bibliothek aufgenommen.

### Schulabschluss
Schüler des Landesgymnasiums Sankt Afra schreiben das sächsische Zentralabitur.
Die Zeit am Landesgymnasium Sankt Afra endet mit dem Erhalt des Abiturzeugnisses und der Übergabe des „Afrazertifikates“. In diesem werden der Werdegang und Erfolge zusammengefasst dargestellt.
Seit dem Schuljahr 2011/12 besteht am Landesgymnasium Sankt Afra die Möglichkeit, zusätzlich zum sächsischen Abitur das International-Baccalaureate-Diplom zu erwerben. Dafür fällt der dritte Leistungskurs weg.

### Internationalität und Schulpartnerschaften
Am Landesgymnasium Sankt Afra ist ein mehrere Wochen bis max. ein Trimester andauernder Schüleraustausch im Ausland möglich. Zu bestimmten Zeiten gibt es Austauschschüler, vorrangig aus Frankreich und Mexiko, die gemeinsam im Internat mit den anderen Schülern zusammenleben.
Schulpartnerschaften unterhält das Landesgymnasium Sankt Afra zum Deutschhaus-Gymnasium in Würzburg, zur Deutschen Schule in Mexiko-Stadt und zu Schulen in Frankreich und Italien.
Das Landesgymnasium Sankt Afra nimmt an einigen internationalen Projekten und Wettbewerben teil, bei denen auch eine enge transnationale Zusammenarbeit mit anderen Schulen besteht. Dazu gehören insbesondere das Comenius-Programm der Europäischen Union, das Brigitte-Sauzay-Programm zum deutsch-französischen Schüleraustausch und der Kooperationsvertrag mit der Fremdsprachenschule in Wuhan, China.
Die Schüler werden beim Erwerb von Sprachdiplomen durch die Schule unterstützt, indem zum Beispiel die Fahrtkosten erstattet werden. Viele Französischlernende nehmen die Möglichkeit wahr, das DELF zu erhalten, aber vereinzelt nehmen Schüler auch an anderen Sprachzertifikatsprüfungen teil.

### Schulerfolge
Im Rahmen der gezielten Förderung additum II können die Schüler an verschiedenen Wettbewerben teilnehmen. Zu den Erfolgen zählen unter anderem erste Plätze beim Bundeswettbewerb Fremdsprachen, Bundeswettbewerb Informatik, Bundeswettbewerb Jugend debattiert, Geschichtswettbewerb des Bundespräsidenten oder auch bei Jugend forscht.

### Soziales Engagement
Die Räumlichkeiten des Landesgymnasiums St. Afra werden oft für regionale und überregionale Veranstaltungen genutzt. So ist die Aula eine der Spielstätten des jährlichen Pianoforte-Festivals in Meißen. Auch Vorträge und Vorführungen werden von Außenstehenden hier durchgeführt oder sind für die Menschen aus Meißen und Umgebung geöffnet, so zum Beispiel Konzerte.

#### Spendenlauf
| Datum         | Spendenläufer | Spendensumme | Spendenziel |
| ------------- | ------------- | ------------ | --- |
| 15. Juli 2006 | 127           | 2.290 €      | Bibliothek Meißen                                                                                                  |
| 16. Juni 2007 | 136           | 5.143 €      | Jugendtheatergruppe Meißen                                                                                         |
| 14. Juni 2008 | ?             | 4.000 €      | Meißner Tafel/Kinder- und Jugendhaus KAFF                                                                          |
| 12. Juni 2009 | 85            | 4.800 €      | Spielplatz im Meißner Käthe-Kollwitz-Park                                                                          |
| 12. Juni 2010 | 81            | 3.451 €      | Kinderzentrum Elblandklinikum Meißen                                                                               |
| 11. Juni 2011 |               |              | Kinderstadtführer „Auf den Spuren des Meißner Gänsejungen“                                                         |
| 29. Juni 2013 |               |              | Betroffene des Hochwassers im Juni 2013 (ursprünglich geplant: Renovierung der Afra-Orgel)                         |
| 2015          |               | >7.000 €     | Buntes Meißen e. V.                                                                                                |
| 13. Mai 2017  |               |              | Restaurierung des Denkmals am Meißner Götterfelsen und Partnerschule Nghunghunyani High School in Soweto/Südafrika |

Die Schüler des Landesgymnasiums setzen sich seit 2006 durch die Initiative Meißner Spendenlauf, gemeinsam mit dem Gymnasium Franziskaneum Meißen, für Projekte in Meißen ein. Die Idee des Spendenlaufs entstand aus einer Hilfsgruppe für die Opfer des Tsunamis 2004. Beim Spendenlauf rennen Schülern, aber auch Freizeitsportler. Für jede absolvierte Runde gibt es von Sponsoren vorher festgelegte Gelder. Es zeigt sich dabei steigendes Interesse von beiden Seiten.

#### Services
Die Services am Landesgymnasium Sankt Afra sind verschiedene gemeinnützige Projekte, die außerhalb der Schule, aber zentral organisiert stattfinden. Jeder Schüler der Klassenstufen 9 und 10 wählt für sich jeweils ein Jahr eine Tätigkeit, etwa Mithilfe in einem Kindergarten oder einem Altenpflegeheim und engagiert sich dort mindestens einmal pro Woche. Einige Schüler gehen in ihrem Engagement auch darüber hinaus und beteiligen sich auch mitunter in der Oberstufe in ihren Projekten.
Als Service wird auch die Pflege des „Afra-Weinbergs“ gewählt werden. Seit Februar 2006 beschäftigen sich die interessierten Schüler mit dem Weinbau und eignen sich Grundkenntnisse über die Winzerei an. Der ursprünglich dafür gepachtete Weinberg „Rosengründchen“ befindet sich im Elbtal am Rand Meißens. Später erfolgte ein Wechsel auf die Südseite des innerstädtischen Burgbergs, die zur Einzellage „Ratsweinberg“ gehört. Ratsweinberg und Rosengründchen sind Lagen der Großlage Spaargebirge im Weinbaubereich Meißen.

#### Sozialer Tag
Das Landesgymnasium beteiligt sich 2007 erstmals am Sozialen Tag. So tauschten am 17. Juli 2007 alle Schüler die „Schulbank gegen die Werkbank“. Gegenwärtig nehmen die Schüler des Landesgymnasium Sankt Afra aller zwei Jahre, im Wechsel mit dem Spendenlauf, an der sachsenweiten Aktion „genialsozial – Deine Arbeit gegen Armut“ teil, wobei sie einen Tag lang in regionalen Unternehmen arbeiten und den Lohn an soziale Projekte spenden. Im Schuljahr 2018/2019 fand der Projekttag „genialsozial – Deine Arbeit gegen Armut“ anstatt eines Sponsorenlaufes statt, nachdem die Schüler darüber abgestimmt hatten.

### Leben im Internat
Nach dem ersten Frühstück (6:30 Uhr bis 7:30 Uhr) findet um 7:40 ein 20-minütiges Frühkonzil in der Aula des Schulgebäudes statt. Dieses ist Bestandteil des Schulkonzepts und gleichzeitig Plattform für organisatorische Anliegen. Im Nachrichtenteil informiert ein Schüler über aktuelle Geschehnisse aus der Presse. Im Kulturteil wird ein frei gewähltes wissenschaftliches oder gesellschaftliches Thema behandelt oder ein Werk aus Kunst oder Musik vorgestellt. Den Schluss bilden organisatorische Informationen. Das Frühkonzil wird wöchentlich von Hausgemeinschaften organisiert.
Um 8:00 Uhr beginnt für die Schüler der Mittelstufe der Unterricht in Doppelstunden, zwischen die je eine halbe Stunde Pause eingeschoben ist. Es gibt kein Pausenklingeln. Nach der ersten Doppelstunde wird in der Mensa das zweite Frühstück, nach der dritten das Mittagessen serviert.
An allen Wochentagen außer Mittwoch beginnt nach einer einstündigen Pause die bis zur neunten Klasse verpflichtende Studienzeit, in der die Schüler lernen, nacharbeiten und sich weiterführend akademisch beschäftigen sollen. Im Schulgebäude gibt es verschiedene Angebote: Sammel-, Silentium (Ruhe)- oder Experten-Räume, in denen Fachlehrer oder fortgeschrittene Schüler ihre Hilfe zu fachlichen Themen anbieten. Für Gruppenarbeit stehen Gruppenräume zur Verfügung. Die Wettbewerbsvertiefungen (additum 2) finden ebenfalls in dieser Zeit statt.
Am späten Nachmittag finden die Addita statt. Schüler, die nicht alle der vier Additumsbereiche (künstlerisch/ästhetisch, sprachlich/interkulturell, mathematisch/naturwissenschaftlich bzw. musisch) belegt haben, können die Zeit anderweitig nutzen. Mittwochs wird stattdessen für die Klassen 7/8 die Tätigkeit in einer Werkstatt angeboten. Die Schüler haben die Wahl zwischen verschiedenen handwerklich/künstlerischen Tätigkeiten. Die Schüler der 9./10. Klasse engagieren sich während dessen in ihren Services. Zum Abendessen der Mittelstufe um 17:45 Uhr sind diese Aktivitäten zu Ende.
In der internatseigenen Turn-/Mehrzweckhalle bestehen Leistungsgruppen in den Teamsportarten Fuß-, Volley-, Hand- oder Basketball, Unihockey, in Turnen und Gymnastik, Judo, Yoga, Tanzen und Badminton. Es gibt einen internatseigenen Sportplatz, eine Tischtennisplatte und ein Freiluftschachfeld. Jedes Haus kann eine hausinterne Haussportzeit einrichten, in der die gesamte Hausgemeinschaft gemeinsam Sport macht.
Arbeitsgemeinschaften gibt es für Sprachen, Model United Nations, Business @ School, Planspiel Börse, es gibt einen Schul- und einen Gospelchor. In der Aula finden Konzerte und Theateraufführungen sowohl von Schülern als auch von Künstler statt, es finden Konzert- und Opernbesuche statt. Zur Hauszeit zwischen 20 und 22 Uhr unter der Woche, je nach Klassenstufe, sollen alle Schüler wieder in ihren Internatsgebäuden sein. Der Internatsmentor geht durch die Zimmer seines Bereichs und steht als Ansprechpartner und Betreuer zur Verfügung.

#### Wochenende
Alle drei bis vier Wochen fahren die Schüler zu ihren Familien. Sie reisen meist Freitagmittag ab und kommen übernächste Woche am Montagabend wieder. An Wochenenden, in denen die Schüler im Internat sind, finden stattdessen zwei Unterrichtsstunden am Samstagvormittag statt. Im Anschluss wird in der Schulversammlung über aktuelle internatliche oder schulische Tendenzen informiert. Wettbewerbsauszeichnungen werden überreicht und organisatorische Informationen gegeben. Mitunter werden Ausflüge am Wochenende unternommen, etwa Haus-, Ski- oder Paddelwochenenden, Kulturangebote in anderen Städten werden wahrgenommen oder anderes.

#### Feste und Veranstaltungen
Das Leben im Internat wird durch viele jährlich wiederkehrende Feste und Veranstaltungen bestimmt, die jeweils von verschiedenen Klassenstufen organisiert werden. Dazu zählen das Herbstfest und der Kostümball (Fasching). Festlicher Höhepunkt des Jahres ist das Sommerfest.
In der Vorweihnachtszeit findet das Formal Dinner statt, ein gemeinsamer Abend mit Essen und musikalischer Begleitung in der Mensa, bei dem alle Schüler und Lehrer in festlicher Kleidung erscheinen. Ähnlich findet auch das Colloquium Afranum statt, bei dem dazu noch verschiedene Gäste (unter anderen Roland Wöller und Werner Patzelt) eingeladen werden, ein gesellschaftlicher Vortrag gehalten wird und der Abend schließlich in einem Buffet und Gesprächen endet.

### Internat und Architektur

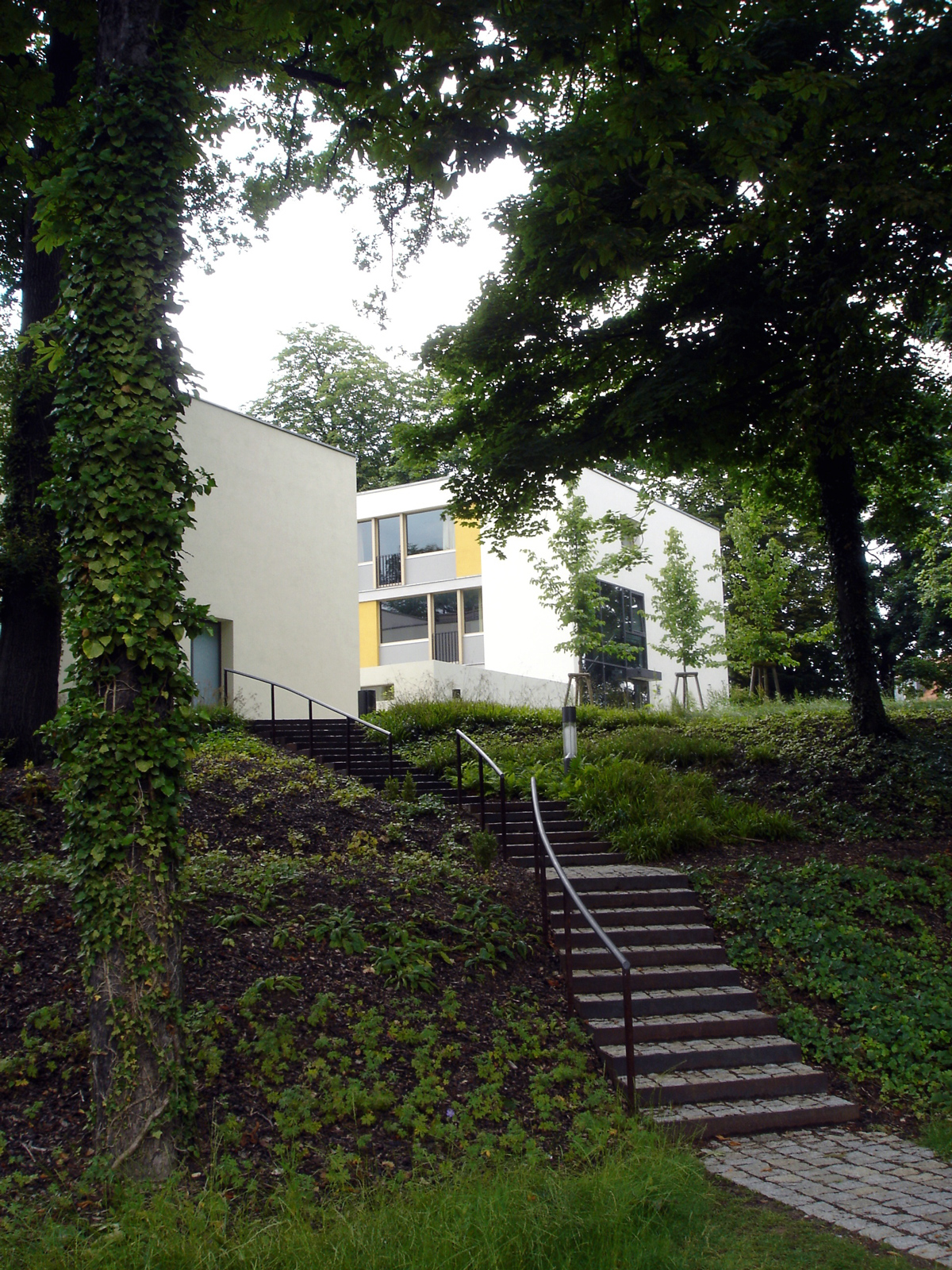
Weg zum Oberstufendorf

Das Internatsgelände ist durch sein Landschaftskonzept geprägt. Aus einem Architekturwettbewerb mit 350 Einsendungen ging das Architekturbüro Friedrich und Partner als Gewinner hervor.
Der vorhandene Internatsbau wurde abgerissen und durch kleinere Baueinheiten ersetzt, die dem Stadtbild Meißens mit seinen Treppen und Gassen nachempfunden sind. Die natürliche Parksituation des Hangs blieb erhalten, und die Großbauten Turnhalle und Mensa mit Cafeteria wurden in den Hang hinein und teilweise unterirdisch angelegt.
Mittel- und Oberstufe sind in zwei durch eine Straße getrennte Dörfer eingeteilt. Im Mittelstufendorf gibt es fünf zweigeschossige und vier viergeschossige Häuser (trotzdem zählen immer zwei Etagen als ein Haus), im Oberstufendorf haben alle vier Häuser jeweils drei Etagen. Auf jeder Etage befinden sich jeweils vier Doppelzimmer, zwei separate Toiletten, ein gemeinsam genutztes Bad mit drei Duschkabinen und vier Waschbecken sowie ein Gemeinschaftsraum mit Kochzeile, Telefon und Fernseher. Außerdem gibt es auf jeder Etage zwei Abstellkammern und eine Kammer zum Wäschetrocknen.
Betreut werden die nach Geschlechtern getrennten Schülerhäuser von einem Internatsmentor, der in unmittelbarer Nähe in einem eigenen Haus wohnt. Der Internatsmentor ist zugleich Lehrer am Gymnasium, jedoch mit geringerem Stundendeputat. Für die viergeschossigen Gebäude des Mittelstufendorfes gibt es zwei verschiedene „Hausnummern“, so dass jeder Internatsmentor die Betreuung für zwei Etagen übernimmt. Im Oberstufendorf betreut ein Mentor aufgrund der höheren Eigenverantwortlichkeit der Schüler ein ganzes Haus mit drei Etagen.
Das afranische Landschaftskonzept ist geprägt von naturbelassenen Wiesen.

### Cafeteria
Seit mehreren Jahren existiert in den Räumlichkeiten oberhalb der Mensa eine Schülercafeteria. Sie trägt den Namen „Undenkbar“ und steht allen Afranern offen. Die Cafeteria ist ein Schülerunternehmen. Das heißt, sie wird komplett von Schülern unterhalten, welche Wochentags und am Wochenende ehrenamtlich dort arbeiten.

### Schülermitverantwortung
In einer Wahl unter den Schülern am Anfang des Schuljahres werden zwei Schülersprecher und die Mitglieder des Schulrats ermittelt. Die Schülersprecherkandidaten müssen sich zuvor in einer „Elefantenrunde“ unter Ausschluss der Lehrer den Fragen der Schülerschaft bezüglich ihrer Voraussetzungen und der Ziele für das neue Jahr stellen.
Jedes Haus im Internat wählt außerdem einen Haussprecher („Inspektor“), welcher in der Inspektorenkonferenz über internatliche Probleme und Ereignisse mitbestimmen kann. Außerdem werden für die einzelnen Etagen Sprecher gewählt, welche einen zusätzlichen Ansprechpartner für die Schüler der jeweiligen Etage darstellen.
Einige Inspektoren nehmen neben den gewählten Schülern auch am Schulrat teil. Dieser ist das Hauptorgan der Schülermitverantwortung. In den Schulrat werden außerdem der Schulleiter und der stellvertretende Schulleiter, die Schülersprecher sowie mehrere Lehrer geladen sowie von aktuellen Punkten abhängige Gäste. Entscheidungen trifft der Schulrat über Abstimmungen. Die Schülersprecher haben dabei keine Stimmen. Ein Mitglied des Schulrats wird als Präsident und eines als Protokollant eingesetzt, um die Entscheidungen der Schülerschaft vorzustellen. Der Schulrat übernimmt außerdem bei Veranstaltungen wie dem Tag der offenen Tür repräsentative Funktionen.
Auch in der Mensa übernehmen Schüler verschiedene Aufgaben und Funktionen. Täglich unterstützen zwei Schüler als Mensadienst das Mensapersonal und decken Tische oder achten auf Sauberkeit. Ihnen steht der Mensaorganisationsstab (MOS) zur Seite, eine Gruppe ausgewählter Schüler, die die Einhaltung der Verhaltensregeln in der Mensa überwacht.

### Schülerzeitungafranium
Am Landesgymnasium erscheint bis zu viermal jährlich die Schülerzeitung afranium. An einer Ausgabe wirken meist zwischen 20 und 30 Schüler mit. Das afranium befand sich bereits mehrere Male unter den vorderen Plätzen beim Sächsischen Jugendjournalistenpreis in der Kategorie Gymnasium. So wurde 2004 und 2008 ein erster Platz erreicht. Auch beim nationalen Spiegel-Schülerzeitungswettbewerb hat das afranium erfolgreich teilgenommen. 2004 wurde der Schülerzeitung der Sächsische Jugendmedienpreis verliehen.
Seit 2021 gibt es auch einen schulinternen Fernsehsender AfraTV, der eng mit dem Social Media Team zusammenarbeitet und nur für Afraner Inhalte produziert.

### Vereine
2004 wurde vom ersten Abiturjahrgang der Verein der Altafraner e. V. gegründet, in dem sich die Absolventen der Schule, genannt Altafraner, organisieren. Ziele sind der weitere Kontakt zwischen den Altafranern und auch mit den Schülern. Es werden Stipendien und Ehrungen an besonders engagierte Schüler verliehen oder Studieninformationsveranstaltungen abgehalten.
Weiterhin existiert seit 2000 der Verein der Freunde und Förderer des Sächsischen Landesgymnasiums St. Afra e. V. Dieser geht auf eine Initiative von sieben Gründungsmitgliedern der Schule zurück und fördert insbesondere gemeinnützige Zwecke und Projekte in der Schule und die Entwicklung eines Austauschs mit anderen Schulen.

## Geschichte
Vom bedeutenden Pädagogen Friedrich Paulsen stammt die viel diskutierte These, die drei sächsischen Fürstenschulen seien seit 1543 die leistungsfähigsten hochschulvorbereitenden Einrichtungen im protestantisch-deutschsprachigen Raum gewesen.
Zur Geschichte der Schule, ihrer Lehrer und Schüler seit 1543 finden sich vielfältige Dokumente im Archiv der Fürstenschüler-Stiftung, das in Grimma im Gymnasium St. Augustin beheimatet ist und von 1992 bis 2010 vom Ehrenmitglied der Altafraner Kurt Schwabe neu aufgebaut und geführt wurde.

### Zu den historischen Namen
Als sich die Klöster in der Folge der Reformation leerten, stellte sich die Frage, was mit den Gebäuden und dem beträchtlichen Grundbesitz geschehen sollte. Herzog Moritz von Sachsen entschloss sich, in drei dieser Klöster Schulen einzurichten. Damit entstanden Schulen, deren Träger der Landesherr war, also staatliche Schulen.
Daher stammen auch die historischen Namen dieser Schulen – es waren kurfürstliche Schulen, also „Fürstenschulen“. Zudem waren sie Schulen im bzw. für den Machtbereich des Herrschers, also für das Kurfürstentum, für das Königreich (ab 1806), für den Freistaat Sachsen (ab 1919) – kurzum für das „Land“, woraus sich die Bezeichnung „Landesschulen“ ergab.

### Reformation und die Landesschule
Volker Beyrich verweist im Zusammenhang mit der Luther-Dekade und dem Jubiläum „500 Jahre Reformation“ 2017 darauf, dass die drei Fürstenschulen in Schulpforta, Meißen und Grimma beabsichtigte „stabilisierende Rückwirkungen“ auf die Reformation hatten, wie der Text der Stiftungsurkunde belegt: Die Schulen sollten gegründet werden, „damit es mit der Zeit an Kirchendienern … nicht Mangel gewinne“, das heißt, es sollten rechtzeitig genügend hervorragend ausgebildete Landesschulabgänger für das Theologiestudium zur Verfügung stehen, Absolventen, die später als Pfarrer in evangelisch-lutherischen Gemeinden tätig werden oder höhere kirchliche Ämter ausüben konnten. So studierten nach Beyrichs Recherche beispielsweise von den 25 Knaben, die im Gründungsjahr 1550 in die Schule in Grimma aufgenommen wurden und für die der spätere Beruf bekannt ist, 15 Theologie. Untersuchungen zu 550 Schülern, die von 1701 bis 1750 die Landesschule Grimma besuchten, ergaben, dass mehr als 40 Prozent von ihnen später kirchliche Berufe ausübten – also die relative Mehrheit.
Die Reformation machte die Landesschulen erst möglich – sowohl inhaltlich als auch materiell. Umgekehrt trugen die Landesschulen nach Beyrichs Ansicht „nicht unwesentlich zur Stabilisierung der Reformation und der evangelisch-lutherischen Kirche bei: Sie haben damit auch Anteil an der Stärkung des sächsischen Pfarrhauses, das über die Jahrhunderte nicht nur für den christlichen Glauben und die evangelisch-lutherische Kirche eine große Rolle spielte, sondern für die gesamte kulturelle Entwicklung Sachsens.“

### 16. Jahrhundert

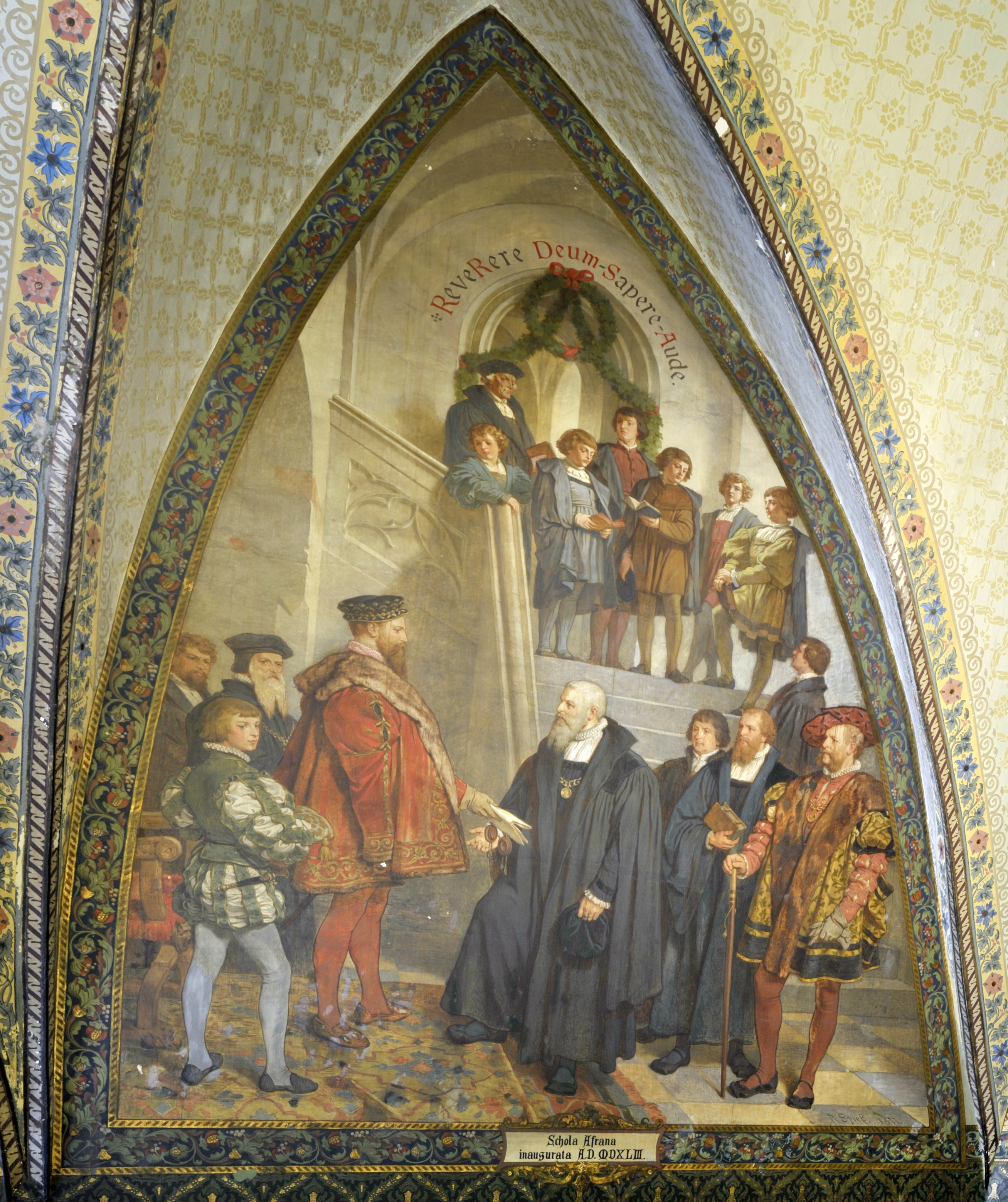
Eröffnung der Fürstenschule zu St. Afra in Meißen durch Herzog Moritz

Die Geschichte des Gymnasiums reicht bis ins 16. Jahrhundert zurück. Im Zuge der ab 1539 in Sachsen durch Herzog Heinrich eingeführten Reformation wurde das Stift der Augustiner-Chorherren Sankt Afra aufgelöst.
1543 setzte Herzog Moritz von Sachsen einen Rat von Georg von Carlowitz, den dieser ihm 1537 gegeben hatte, in die Tat um: Er erließ am 21. Mai 1543 die „Neue Landesordnung“, mit der im Abschnitt Von dreyen neuen Schulen die dauerhafte Grundlage für die Fürsten- und Landesschulen Schulpforta (1543) bei Naumburg, St. Afra (1543) in Meißen und – nach dem Veto des Bischofs von Merseburg gegen eine solche Schulgründung in seiner Stadt – St. Augustin (1550) in Grimma geschaffen wurde.
Moritz erteilte genaueste Anweisungen über alle St. Afra und die beiden Schwesterschulen betreffenden Dinge, vom Ort der Schule bis hin zur Kleidung der Schüler. Der Umbau der ehemaligen Klostergebäude St. Afra begann im April 1543 unter Johann Rossbach.
Wesentliche Ratgeber bei der Gründung der Fürstenschulen waren der Humanist und seinerzeit bedeutendste Schulreformer Sachsens, Johann Rivius, der Rechtsgelehrte Georg von Komerstadt sowie Freiherr Ernst von Miltitz auf Batzdorf, Erbauer von Schloss Siebeneichen. Die Eröffnung der Schule wird vom Meißner Stadtchronisten und späteren Rektor Georg Fabricius auf den 3. Juli 1543 datiert. Eine Urkunde, die dies belegt, existiert nicht. Die Bezeichnung „Fürstenschule“ für die drei „fürstlichen Landesschulen“ bildete sich erst in der zweiten Hälfte des 19. Jahrhunderts heraus, obwohl sie inhaltlich falsch ist, denn an der Fürstenschule wurden auch begabte nicht-adlige Schüler aus dem albertinischen Sachsen – wenn mittellos, dann auf Landeskosten – im Geiste des evangelischen Glaubens und des Humanismus erzogen. Da der Anteil der Schüler aus bürgerlichen Familien zunahm und die Absolventen nach abgeschlossenem Universitätsstudium meist in der Landesverwaltung des Fürsten tätig wurden, wurde dieser von Adelsinteressen unabhängiger. 1546 wurde der erst 30-jährige Georg Fabricius zum Rektor der Schule berufen. Er prägte in seiner 25-jährigen Amtszeit den Lehrbetrieb an der Fürstenschule und legte den Grundstein für ihre Tradition.
Im Jahr 1549 wurde das adlige Schulinspektorat eingeführt, das bis 1831 bestand. Dabei vermittelten die Schulinspektoren zwischen den Interessen des Rektors der Fürstenschule und der Landesregierung, die ab 1606 durch das Oberkonsistorium als oberste Schulbehörde abgelöst wurde. Weiterhin führten Professoren der Leipziger Universität bis 1700 in jedem Jahr Überprüfungen (visitationes) durch, um den Leistungsstand der Schüler zu beurteilen. 1555 wurde das Schulgelände um zwei ehemalige Domherrenhäuser erweitert und 1570/71 zur wirtschaftlichen Konsolidierung der Fürstenschule eingezogenes (säkularisiertes) Kirchengut dem Besitz der Schule zugesprochen. Dieses Kirchengut umfasste u. a. das Klostergut des ehemaligen Benediktinerinnenklosters zum Heiligen Kreuz bei Meißen, das viele Feld-, Wald- und Wiesengrundstücke im Jahnatal, in Gasern und der späteren Gemeinde Fischergasse besaß. Die wirtschaftliche Lage der Fürstenschule blieb dennoch jahrzehntelang schwierig. Durch den Erlass der „Kurfürstlichen Kirchen- und Schulordnung“ durch Kurfürst August im Jahr 1580 wurde dem Kirchlichen eine wesentlich größere Bedeutung in der Lehre zuteil als bisher. Ansonsten wurden die Schüler in den Fürstenschulen hauptsächlich in Latein und Griechisch unterrichtet, in der Prima auch ein wenig in Astronomie.

### 17. Jahrhundert
Ab 1603 wurden der Fürstenschule immer wieder Zuschüsse aus dem Prokuratsvermögen zur Verfügung gestellt. Das Prokuratsvermögen bildete sich aus dem ehemaligen Vermögen des Hochstifts Meißen, das eingezogen worden war. Erst in der zweiten Hälfte des 17. Jahrhunderts (1664) entstand ein System von Schulklassen. Die Schüler wurden für die Mehrzahl der Unterrichtsstunden in die „Oberen“ (superiores) und die „Unteren“ (inferiores) eingeteilt. Bei schriftlichen Arbeiten wurde jede Klasse nochmals in zwei weitere Unterklassen untergliedert.
Fünf Jahre später – also im Jahr 1669 – wurde das „alte Knabenhaus“ ungefähr an der Stelle des heutigen Südflügels erbaut. Es ersetzte einen alten Domherrenhof. 1675 wurde die „alte Krankenburg“, die sich an der Stelle des heutigen Westflügels befand, errichtet. Sie enthielt sowohl ein Bad als auch Schulräume.

### 18. Jahrhundert

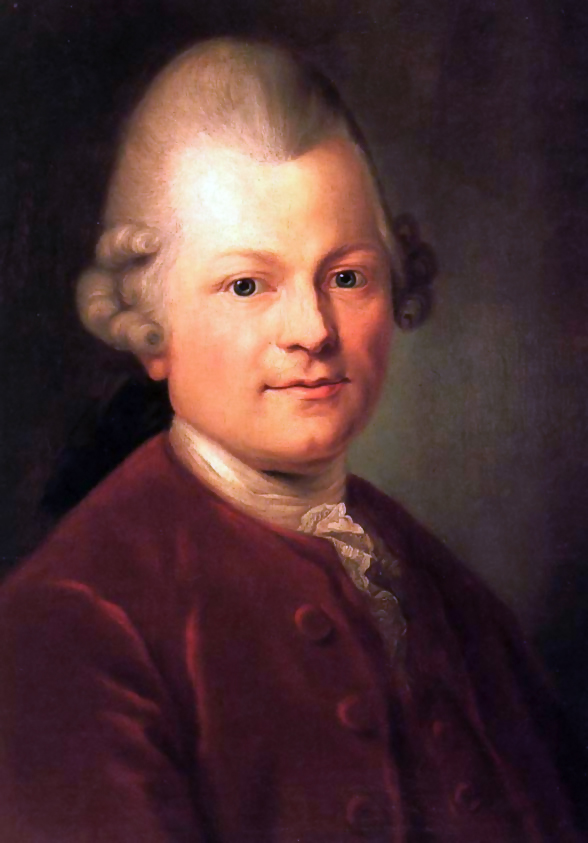
Gotthold Ephraim Lessing

Christian Fürchtegott Gellert

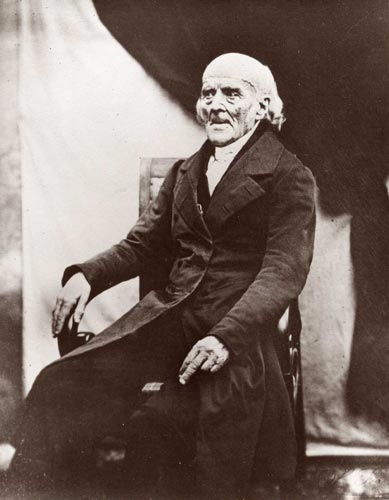
Samuel Hahnemann

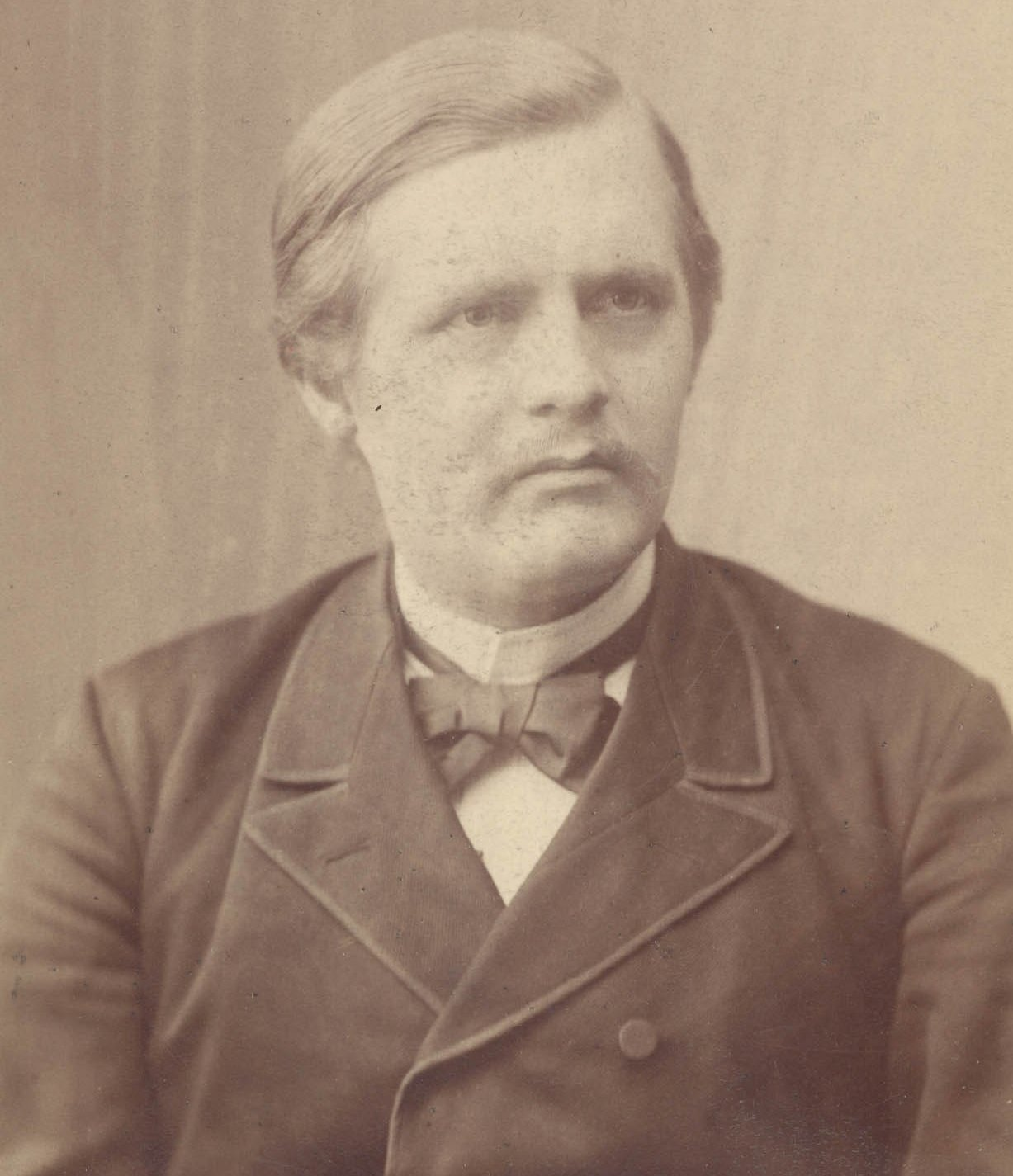
Friedrich Naumann

Im Jahr 1702 wurde nach langem Bemühen der Stundenplan zeitgemäßer gestaltet. Die „superiores“ erhielten nun eine Stunde pro Woche Unterricht im Fach Astronomie/Geographie, die „inferiores“ hingegen im Fach Mathematik/Geografie. Im Nordischen Krieg 1706 quartierten sich die schwedischen Soldaten über den Winter in Sachsen und damit auch in der Fürstenschule ein, nachdem sie das sächsische Heer bei Fraustadt geschlagen und das Kurfürstentum besetzt hatten.

#### Große Reform von 1713
Niedergelegt wurde die Reform in der kurfürstlichen Hauptverordnung vom 5. Dezember 1727. Mit dieser Reform der Fürstenschule sollte zum einen die finanzielle Konsolidierung, zum anderen die grundsätzliche Erneuerung des Lehrplans erreicht werden. An der vormals ausschließlich philologisch ausgerichteten Fürstenschule wurde Latein zwar weiterhin gelehrt und blieb Hauptfach. Allerdings wurde der Stundenzahl des Griechischen stark reduziert und dafür der Mathematikunterricht ausgeweitet. Der erste Mathematiklehrer wurde 1721 eingestellt. Sein Nachfolger, Albert Klimm, war in seiner Zeit an der Fürstenschule (1729–1778) stets um seine gleichberechtigte Stellung im Lehrerkollegium bemüht. Bereits seit 1724 wurde Französisch als moderne Fremdsprache in den Lehrplan aufgenommen. 1728 wurde mit dem Geschichtsunterricht ein weiteres neues Fach eingeführt. Um den veränderten gesellschaftlichen Bedingungen unter August dem Starken Rechnung zu tragen, wurde 1719 sogar einen Tanzmeister eingestellt. Außerdem wurden mit der neuen Schulordnung brutale Strafen und Maßregelungen (wie das Schlagen mit Gerten) abgeschafft.
Im Jahr 1716 wurde das „neue Knabenhaus“ ungefähr am Südteil des heutigen Ostflügels mit 30 „Zellen“ errichtet. In jeder Zelle wurden drei bis vier Schüler untergebracht. Erst 94 Jahre später wurden das alte und das neue Knabenhaus miteinander verbunden.
Gottlieb Wilhelm Rabener (von 1728 bis 1734) und Christian Fürchtegott Gellert (von 1729 bis 1733) besuchten gemeinsam die Fürstenschule. Der Aufklärer und Schriftsteller Gotthold Ephraim Lessing war von 1741 bis 1746 Fürstenschüler. Johann Friedrich Ursinus, Sohn des Torwärters und späterer Begründer der wissenschaftlichen Meißener Stadtgeschichtsforschung, wurde von 1747 bis 1753 an der Fürstenschule unterrichtet. Samuel Hahnemann war in den siebziger Jahren des Jahrhunderts ihr Schüler.
Die am 17. März 1773 erlassene Schulordnung für das albertinische Sachsen führte dazu, dass die vorher außerunterrichtliche Beschäftigung mit deutscher Literatur nun als Deutschunterricht Einzug in den Lehrplan der Fürstenschule hielt. Insbesondere der von 1735 bis 1750 tätige Rektor Theophil Grabner hatte die deutsche Dichtkunst bereits zuvor zum Betrachtungsgegenstand der Schüler werden lassen.
Von 1779 bis 1781 war zudem Friedrich Gustav Schilling Schüler der Fürstenschule. Er lebte während dieser Zeit bei dem damaligen Rektor Müller. Seine Eindrücke, die auch auf die Missstände der damaligen Zeit eingehen, hielt er in seinen Jugenderinnerungen fest.

### 19. Jahrhundert
Seit 1811 wurden der Fürstenschule regelmäßige finanzielle Zuwendungen aus der Staatskasse gewährt, die Einnahmen aus Grundbesitz und die Zuschüsse aus dem Prokuratsvermögen blieben weiterhin Finanzierungsquellen. Ein Jahr später arbeitete das Lehrerkollegium mit dem Inspektor der Schule, Freiherrn Dietrich von Miltitz, eine neue Schulordnung aus. Die Klassenzusammensetzung sollte für jede Unterrichtsstunde unterschiedlich sein, ein Vorläufer des modernen Kurssystems für Gymnasien. Außerdem wurden die ersten regelmäßigen Ferien an der Fürstenschule eingeführt. An den drei hohen kirchlichen Festen entfiel der Unterricht für ein bis zwei Wochen, die Schüler blieben jedoch in der Schule, da eine Reise zur Heimat vor dem Eisenbahnzeitalter nicht erschwinglich war. Des Weiteren wurde beschlossen, alljährlich am 3. Juli das Stiftungsfest zu feiern und mit einer Morgenandacht auf dem Götterfelsen zu beginnen. Im Jahr 1818 wurde die Reifeprüfung – nach preußischem Vorbild – eingeführt. An den anderen sächsischen Schulen geschah dies erst zwölf Jahre später. Einige Gebietserweiterungen im Jahre 1823 im Westen und Norden ermöglichten die Anlage von Gärten im Jahr 1831. Im Jahr 1830 trat die Schule einen Teil der Klosterflur an Siedler ab, die dort die sogenannten „Klosterhäuser“ errichteten. Die Verbreiterung der Nossener Straße 1837 erforderte weitere Teile des Geländes der Fürstenschule.
Von 1829 an wurde die Schülerschaft in vier in sich geschlossene Klassen (Quarta, Tertia, Secunda, Prima) eingeteilt, die jeweils drei Dekurien umfassten. Die Dekurien waren auf ein halbes Jahr ausgelegt, daraus ergibt sich die Gesamtschulzeit von sechs Jahren vom Beginn der Quarta bis zum Abschluss der Prima. 1831 wurde der erste Zeichenlehrer an der Fürstenschule angestellt, vier Jahre später (1835) wurde der Turnunterricht eingeführt und den Schülern das regelmäßige kalte Baden in der Elbe erlaubt, denn gesonderte Waschräume gab es erst ab 1846. Zuvor wuschen sich die Schüler auf den Gängen oder in ihren Stuben.

#### 300. Jubiläum

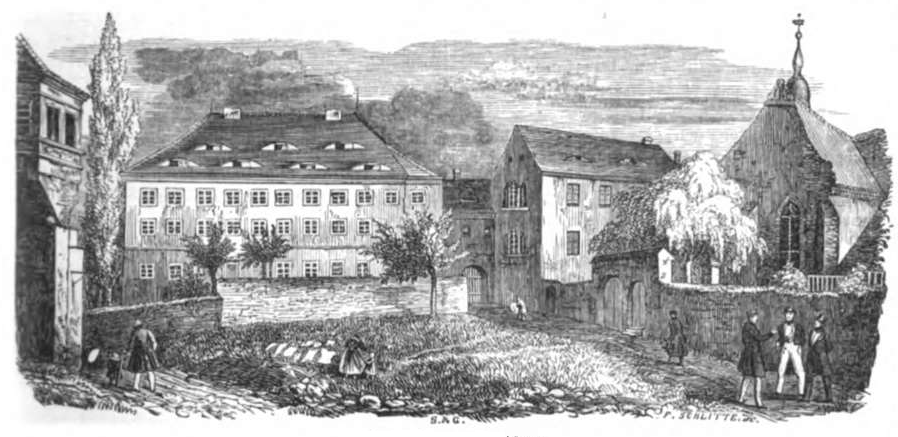
Das Gymnasium 1843

Zum 300. Jubiläum der Fürstenschule stifteten ehemalige Afraner ein kunstvolles eisernes Kreuz auf dem Götterfelsen über dem Triebischtal, der hölzerne Vorgänger wurde entfernt. Der Entwurf stammte von Georg Friedrich Kersting, dem Malereivorsteher an der Königlichen Porzellanmanufaktur. Nach 1945 wurde das Kreuz entfernt und um 1958 durch ein schlichtes Kreuz aus U-Profilstahl ersetzt. Der Sockel von 1843 blieb aber erhalten. Auf ihm finden sich lateinische Inschriften, die übersetzt folgendermaßen lauten: „Zum Gedächtnis der vor 300 Jahren erfolgten Schulgründung haben dies Kreuz zum Schmuck der Andachtsstätte errichtet die jüngsten Afraner an der Universität Leipzig.“ (Nordseite); „Frömmigkeit ist der Ursprung des Frohsinns.“ (Ostseite); „Am 2. Juli 1843.“ (Südseite); „Hoch throne ich, noch höher weise ich.“ (Westseite). Noch heute finden alljährlich Wanderungen der Afraner zum Götterfelsen statt. [Übersetzung aus „450 Jahre Landesschule St. Afra; St.-Afra-Gymnasium Meissen“]

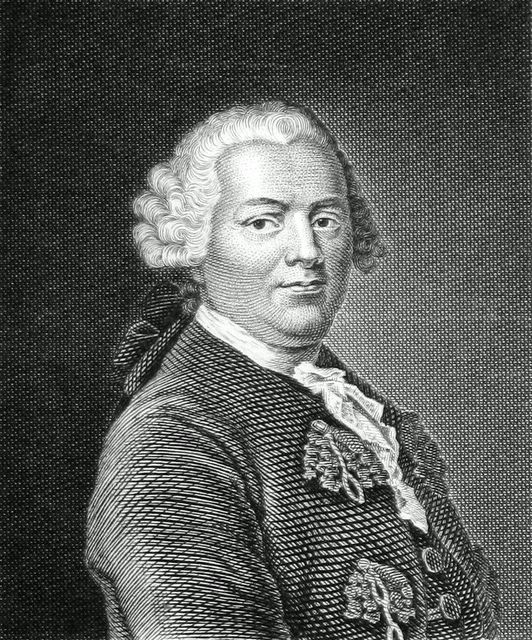
Gottlieb Wilhelm Rabener

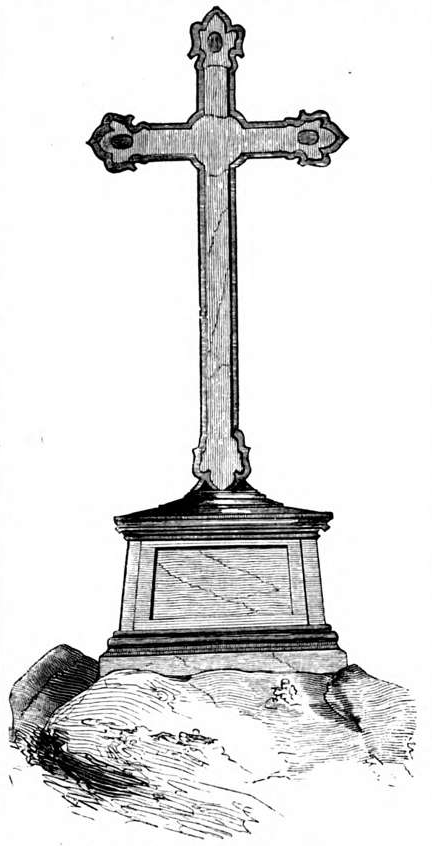
Eisernes Kreuz auf dem Götterfelsen

1850 kaufte die Fürstenschule das noch heute als „Professorenhaus“ bekannte Anwesen auf der Freiheit Nr. 8. Darin wurden drei Dienstwohnungen für Lehrer eingerichtet. Das Seitengebäude wurde 1868 errichtet und 1908 umgebaut. 1853 wurden das alte Rektorat und das alte Diakonat abgerissen und auf dem Gelände ein parkähnlicher Garten angelegt. Dieser sogenannte „Kleine Zwinger“ fiel aber teilweise dem Schulneubau von 1877 wieder zum Opfer. Heute befindet sich dort die Festwiese mit dem Steinschauer. Der abgedeckte Brunnenschacht in der Einbuchtung der Umfassungsmauer am Seelensteig gehörte zum alten Diakonat und wird heute fälschlicherweise „Rektorenbrunnen“ genannt. Der Grundbesitz wurde 1854 um 885 Hektar erweitert, dazu wurde der Brambacher Forst erworben. Durch spätere Zukäufe erweiterte sich dieser Grundbesitz auf 1106 Hektar. In den Jahren 1858 und 1859 wurde in der Fürstenschule die Gasbeleuchtung eingeführt – sie wurde erst nach dem Ersten Weltkrieg durch eine elektrische Anlage ersetzt. 1868 wurde die Einteilung der Schülerschaft unter Rektor Franke von vier Klassen mit je drei Halbjahren auf sechs Klassen mit je einem Schuljahr umgestaltet. 1875 gründete sich der „Verein ehemaliger Fürstenschüler“, dem alle Abiturienten sofort beizutreten pflegten. Die Verbundenheit der Schüler sollte somit über die Schulzeit hinaus gewahrt bleiben. Dazu trug das vom Verein veröffentlichte „Afraneralbum“ von Kreyßig bei, das biografische Daten sämtlicher Fürstenschüler seit 1543 beinhaltet.

#### Neubau der Fürstenschule
Am 18. April 1876 begann der Abbruch des Dreiflügelkomplexes der Fürstenschule unter dem Rektorat von Hermann Peters. Abgeschlossen wurde der Abriss 1878. Die Grundsteinlegung für den 666.800 Mark teuren Neubau erfolgte am 23. April 1877, dem Geburtstag König Alberts von Sachsen, jedoch war mit den Bauarbeiten schon im Herbst 1876 begonnen worden. Der Entwurf stammte von Landesbaumeister Hartwig und sah einen neoklassizistischen Dreiflügelbau vor. Eingeweiht wurde der Neubau am Stiftungsfesttag der seit 436 Jahren bestehenden Schule – am 3. Juli 1879. Zur feierlichen Einweihung erschien der sächsische König Albert höchstpersönlich. Der noch heute bestehende Bau brachte genügend Platz für Schüler und Lehrer, stach jedoch aus dem Stadtbild heraus. 1879 wurde außerdem folgende Inschrift am Mittelrisaliten des Ostflügels angebracht: „Christo Patriae Studiis“ (zu deutsch: Dem Christus, dem Vaterland, dem eifrigen Streben). Sie sollte den Geist der Schule repräsentieren. Der Schulgarten wurde in den Jahren 1891 und 1892 umgestaltet und umfasste nun mehr als zwei Hektar. Das vormals als „kleines Schulfeld“ bezeichnete Gelände war durch eine Brücke über die „Hintermauer“ bereits mit dem kleinen Zwinger verbunden worden und in einen stattlichen Garten gewandelt worden. Eingeweiht wurde er am 27. September 1892.
Am 23. April 1894 wurden die Standbilder des Stifters der Schule – Kurfürst Moritz – und des regierenden sächsischen Königs Albert, der den Umbau gefördert hatte, zu beiden Seiten der Einfahrt in den Schulhof enthüllt. Sie stammten aus der Hand des Dresdner Bildhauers Hermann Hultzsch und waren von den Afranern zum 350. Jubiläum der Schule 1893 gestiftet worden. Im März 1948 wurden die beiden Standbilder wieder entfernt.
Von der Schulgründung bis Ende des 19. Jahrhunderts hatten die Landes- und Fürstenschule Meißen rund 9100 Schüler besucht.

### 20. Jahrhundert

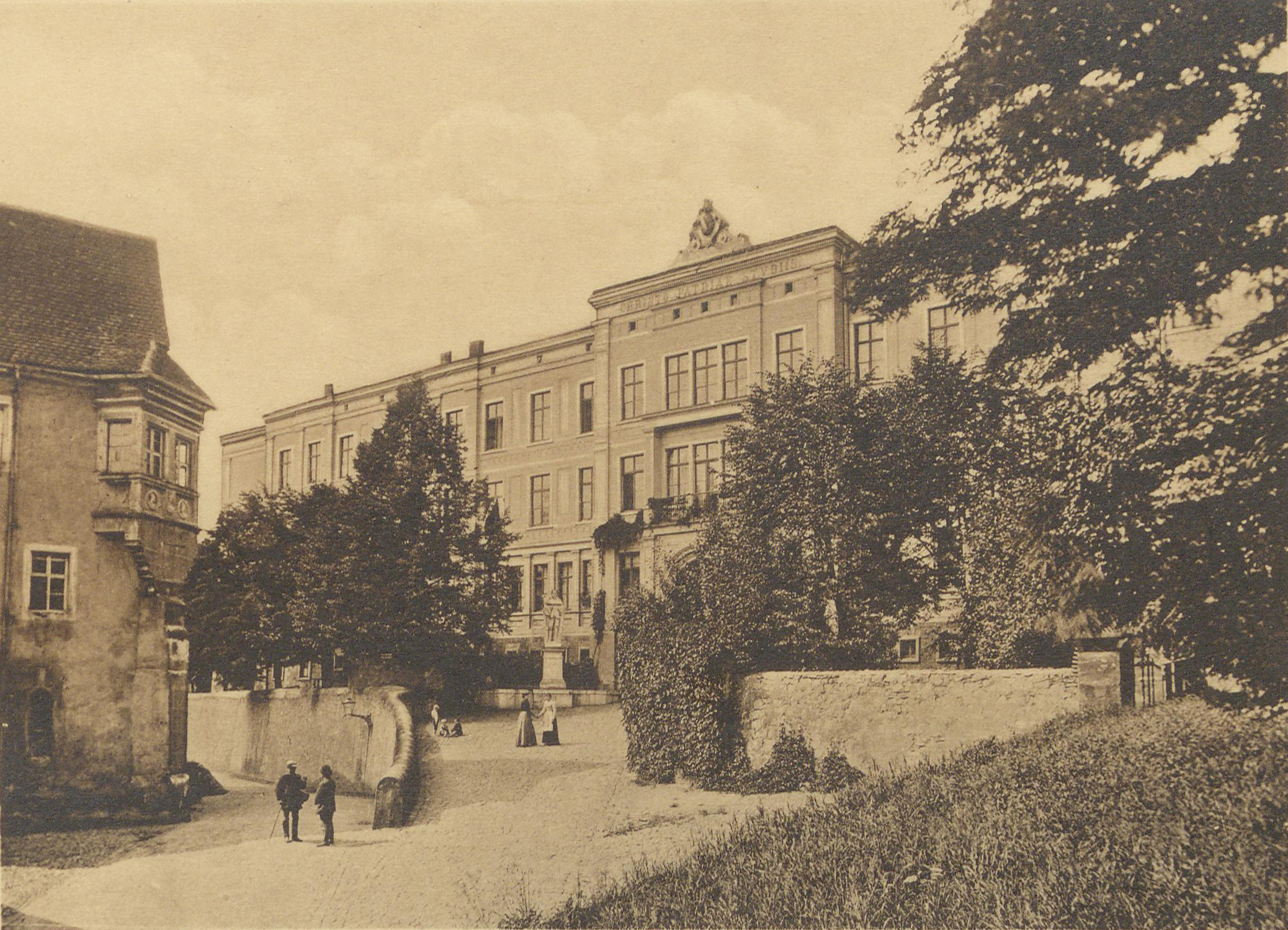
Schulgebäude um 1910

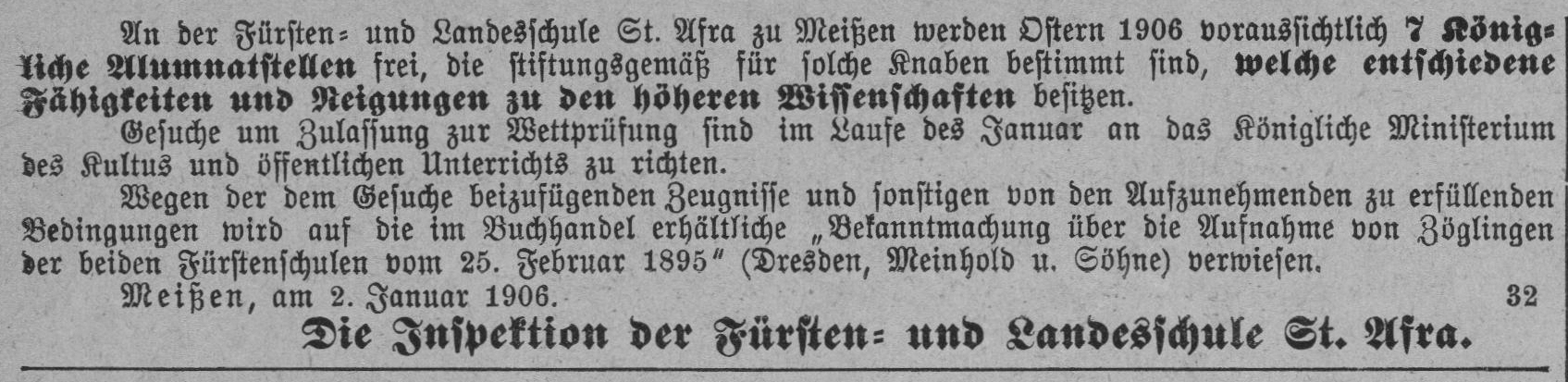
Zeitungsanzeige 1906

#### Erster Weltkrieg
Im August 1914 legte die gesamte Oberprima der Fürstenschule die Notreifeprüfung ab, um anschließend gemeinsam mit fünf der 13 Lehrer und dem Rektor Johannes Poeschel in das Heer einzutreten. Für die 147 im Ersten Weltkrieg gefallenen Afraner wurde am 3. Juli 1920 zum Stiftungsfest ein Ehrenmal geweiht. Es handelt sich dabei um einen Quarzitfindling aus dem nahe Meißen gelegenen Jahnatal, der mit einer Inschrift versehen wurde.

#### Reformzüge
Aufgrund des Mangels lateinisch vorgebildeter Zöglinge wurde im Jahre 1924 ein Reformzug eingerichtet, in dem in der Untertertia mit Latein begonnen wurde und in der Untersekunda Altgriechisch folgte. Fünf Jahre später (1925) nahm die Fürstenschule leistungsstarke Quintaner aus ganz Sachsen – ungeachtet ihrer Lateinkenntnisse – in eine Quarta auf, die als Vorklasse diente.

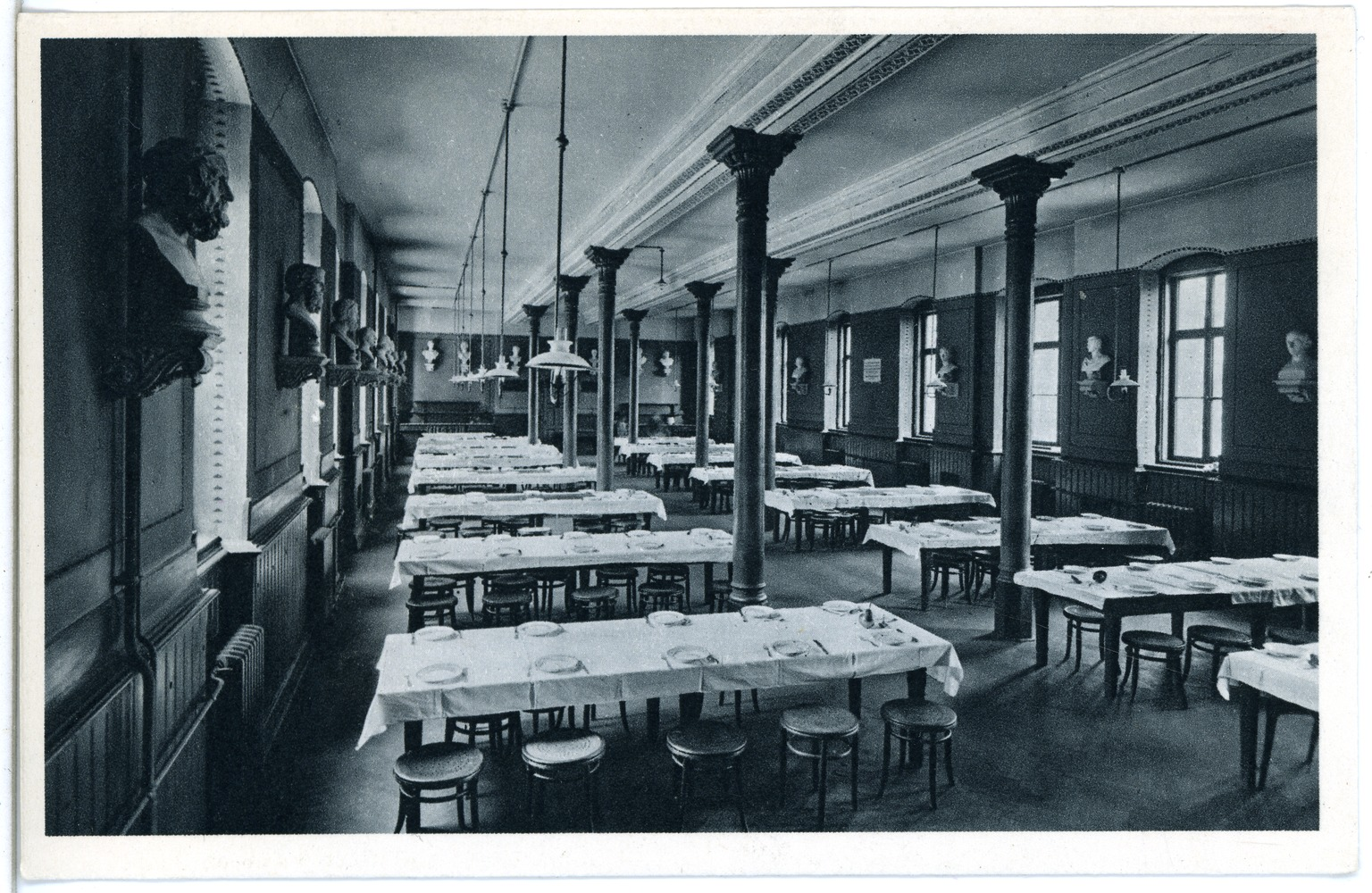
Cönakel (1929)
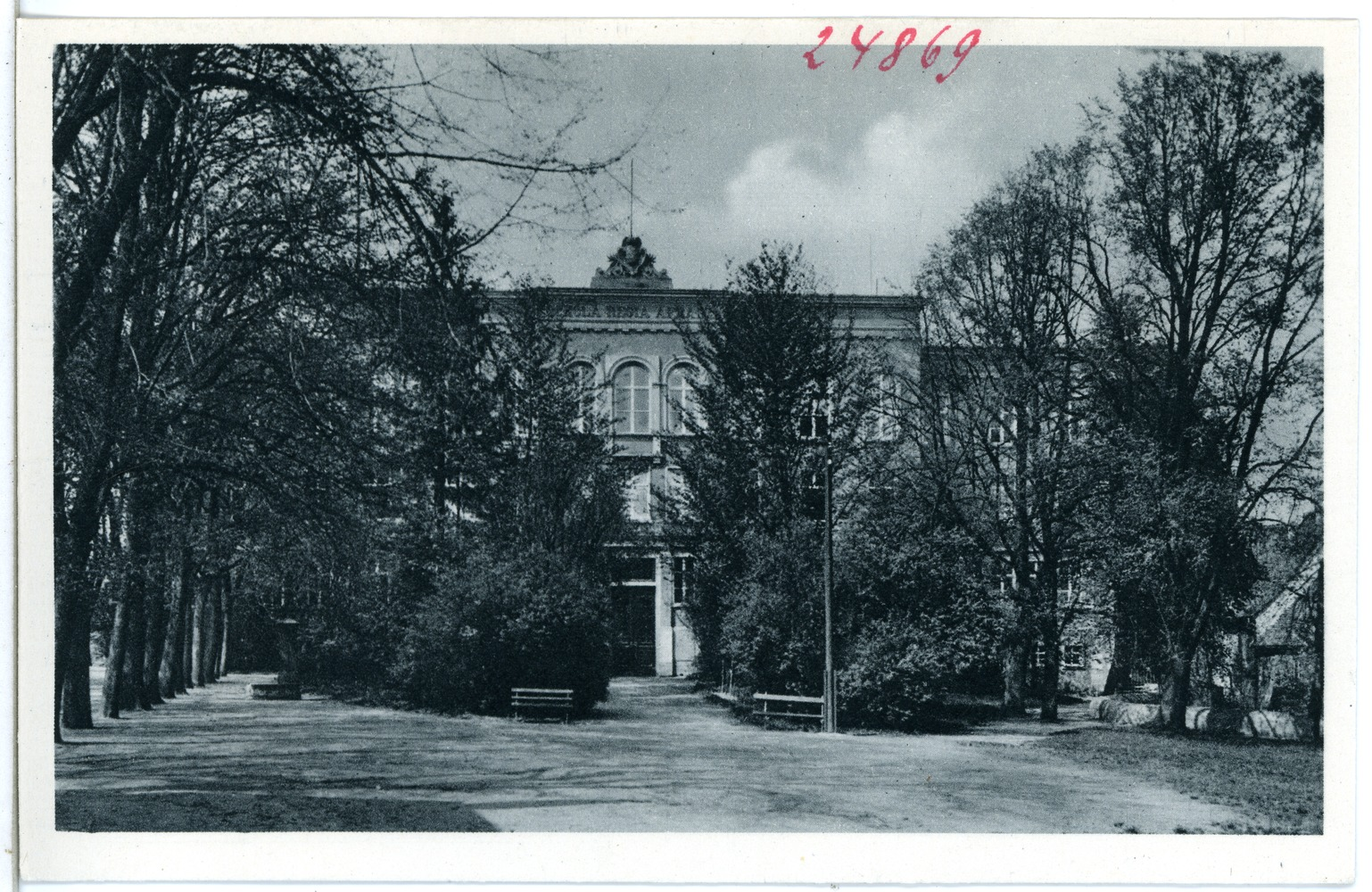
Kleiner Zwinger (1929)
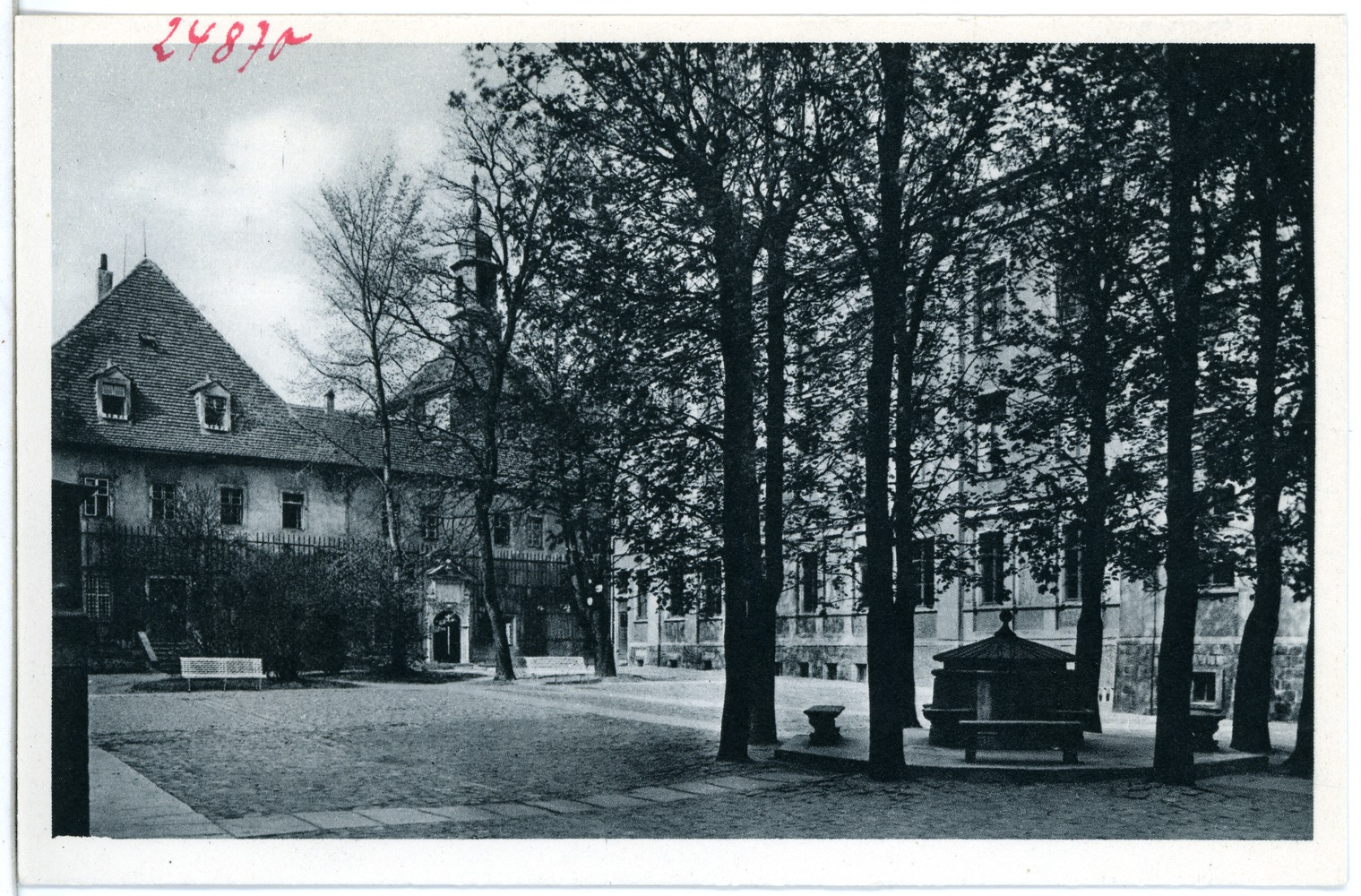
Hof (1929)
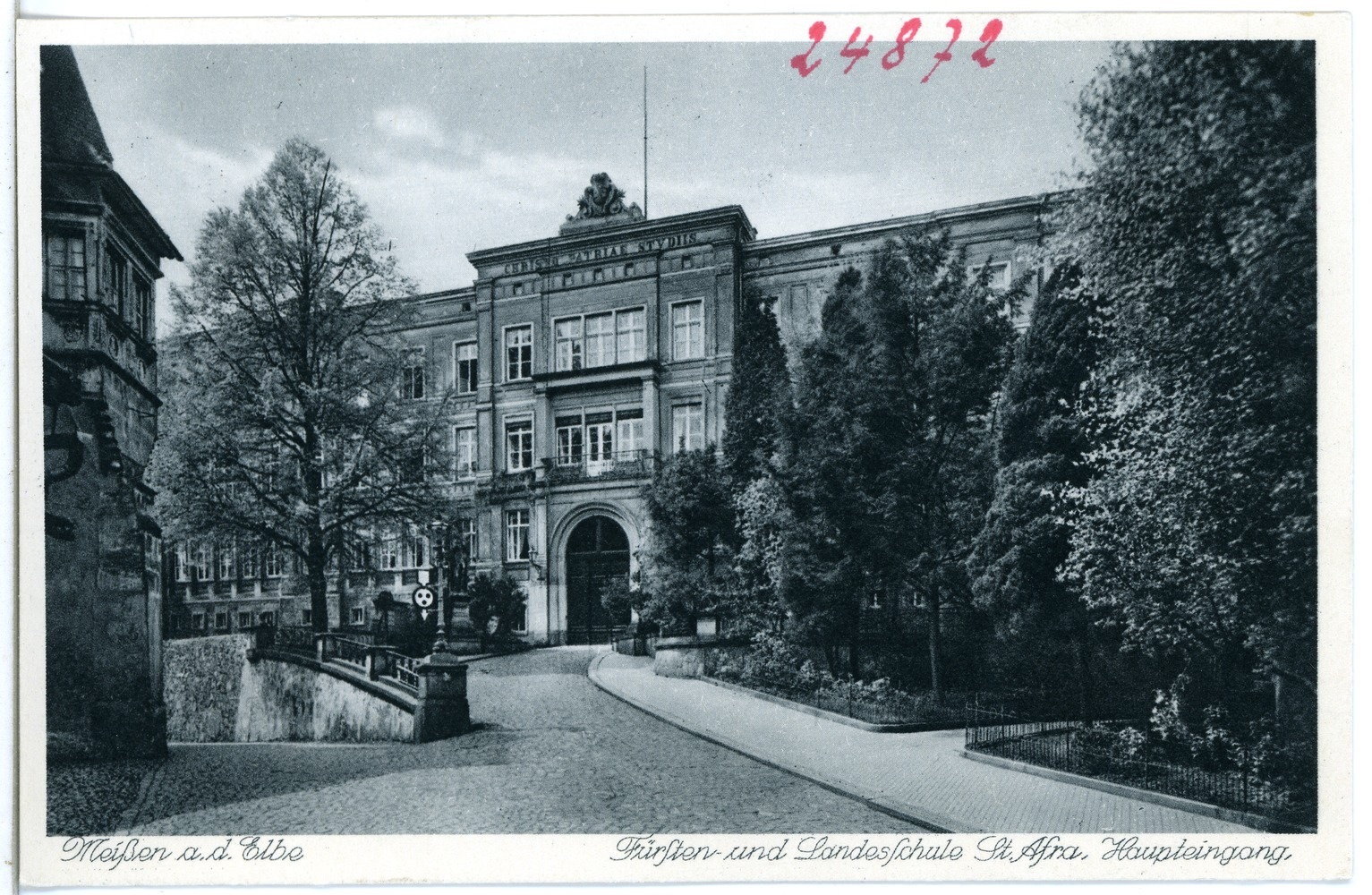
Eingang (1929)

#### Zeit des Nationalsozialismus
Im Zuge der Gleichschaltung der deutschen Schulen während der Zeit des Nationalsozialismus wurde die Fürstenschule am 17. November 1942 zu einer „Deutschen Heimschule“, die dem Reichssicherheitshauptamt (Hauptamt Dienststelle SS-Obergruppenführer Heißmeyer) und der SS unterstellt war. Damit war die Tradition der Fürstenschule – insbesondere mit ihrem humanistischen Bildungsideal – gebrochen. Als äußeres Zeichen wurde bereits während der Sommerferien 1942 die Inschrift „Christo Patriae Studiis“ von der Einfahrt zum Innenhof entfernt. Anlässlich der 4. Säkularfeier am 3. Juli 1943 protestierten einige Schüler und Lehrer trugen Beschwerden in den Festreden vor, sodass das NS-Regime eine „personelle Säuberung“ anordnete.

#### Namenswandel der Schule
Im Laufe der Jahrhunderte wurde der Name der Schule verschiedentlich abgewandelt:
- 1543–1845: Landschule/Landesschule Meißen, dazwischen auch churfürstliche Landesschule Meißen (1555–1577)
- 1846–1871: Königlich-Sächsische Landesschule zu Meißen (gelegentlich auch ohne „Sächsisch“)
- 1872–1938: Fürsten- und Landesschule St. Afra zu (in) Meißen (bis 1918 auch Königliche-Sächsische Landes- bzw. Fürstenschule)
- 1938–1945: Fürstenschule Meißen, staatliches Gymnasium[28]

#### Nach dem Zweiten Weltkrieg
Am 6. Mai 1945 wurde die ehemalige Fürstenschule durch die Rote Armee besetzt und stark verwüstet.
In den kommenden Jahren wechselte der Nutzungszweck der Räumlichkeiten stark. So wurde 1946 ein Lehrerbildungsinstitut eingerichtet, das 1947 zu einer Ausbildungsstätte für Russischlehrer umgewandelt wurde. Im Jahr 1950 wurde die Einrichtung zur Landesparteischule der SED, bevor sie 1953 als Hochschule für Landwirtschaftliche Produktionsgenossenschaften eröffnet wurde, was sie bis zum Jahr 1991 blieb.
Nach der Friedlichen Revolution 1989 wurde die LPG-Hochschule im Sommer 1991 geschlossen und der Evangelischen Akademie Meißen wurden die Gebäude des Ökonomiehofs zugesprochen. Die übrigen Gebäude nutzte der Freistaat Sachsen zunächst als Zwischenquartier für die Fachhochschule der Sächsischen Verwaltung Meißen, deren Gründung am 17. Juli 1992 im sächsischen Landtag beschlossen und am 10. August im „Gesetz über die Fachhochschule der Sächsischen Verwaltung Meißen“ verkündet wurde.

#### St.-Afra-Gymnasium
Bereits zehn Tage später – am 20. August 1992 – wurde das „St.-Afra-Gymnasium“ mit einer Festveranstaltung im Auditorium maximum eröffnet. Getragen wurde die Schule vom Landratsamt Meißen. Erster Direktor wurde Hubert Kaiser. Die Schule sollte gleichsam traditionsbewusst an die Entwicklung der ehemaligen Fürstenschule anknüpfen wie auch die europäischen Dimensionen im Bildungswesen erweitern, was insbesondere durch die Vermittlung von ost- wie westeuropäischen Sprachen geschehen sollte. Im Schuljahr 1992/93 hatte das Gymnasium 805 Schüler in 30 Klassen, davon 502 Mädchen und 303 Jungen. Sie wurden von 45 Lehrern und Lehrerinnen unterrichtet. Dazu stand jedoch lediglich der Bereich des Erdgeschosses zur Verfügung, da die beiden anderen Stockwerke noch durch die FHSV Meißen als Außenstelle genutzt wurden. Daher wurden 17 Klassen der Klassenstufen 5 bis 7 in die Neumarktschule ausgelagert. Der Aufbau der Sekundarstufe II erfolgte ab dem Schuljahr 1993/94 schrittweise. Dietrich Streckfuß – der damalige Vorsitzende des Vereins ehemaliger Fürstenschüler – bezeichnete den hohen Anteil der Mädchen in der 8. und 9. Klasse als „unter historischer Sicht […] bemerkenswerte Besonderheit“, da dieser die Einrichtung einer eigenen Mädchenklasse erforderlich machte.
Außerhalb des Unterrichts wurden den Schülern die Arbeitsgemeinschaften Chor, Technik, Kunst, Informatik, Sport, Literatur, Theater und Biologie sowie das Erlernen von Spanisch oder Altgriechisch angeboten.

### 21. Jahrhundert

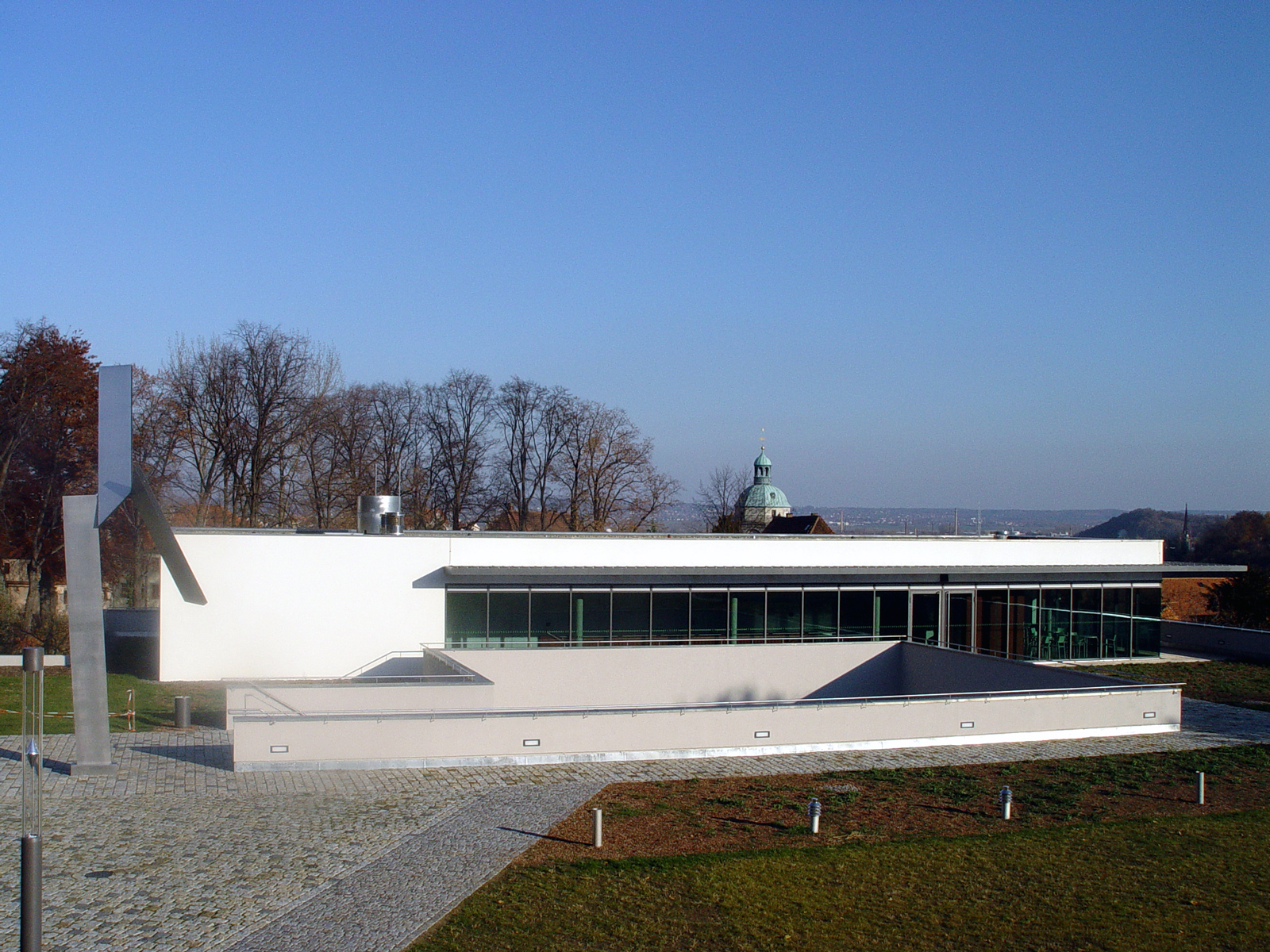
Mensa

Nach Renovierung der Gebäude, dem Bau einer Sporthalle, einer Mensa und mehrerer Internatshäuser nahm 2001 das „Sächsische Landesgymnasium“ seinen Betrieb auf. Vorausgegangen war seit 1995 unter maßgeblichen Impulsen vom damaligen Ministerpräsident Kurt Biedenkopf die Entwicklung eines zeitgemäßen, zukunftsorientierten Konzepts der Hochbegabtenförderung für diese einzigartige und traditionsreiche sächsische Bildungsstätte, mit dem an den Geist der alten Fürstenschule angeknüpft werden sollte. In Sankt Afra werden seitdem pro Schuljahr rund 300 hochbegabte Schüler der Klassenstufen 7 bis 12 unterrichtet.
Zu dieser Zeit wurden auch in anderen Bundesländern staatliche Internate für besonders Talentierte gegründet: 2003 nahm im hessischen Geisenheim die Internatsschule Schloss Hansenberg den Betrieb auf (es handelt sich bei dieser Schule jedoch im Gegensatz zu Sankt Afra um ein reines Oberstufengymnasium); 2004 folgte Baden-Württemberg mit dem Landesgymnasium für Hochbegabte in Schwäbisch Gmünd, dessen Konzept sich stark an dem von Sankt Afra orientiert.
Im September 2007 unterzeichneten die Schulleiter des Landesgymnasiums und der Fremdsprachenschule im chinesischen Wuhan im Rahmen des sächsischen Kooperationsvertrages mit der Provinz Hubei eine Vereinbarung, in der verschiedene Projekte und die Zusammenarbeit auf Ebene der Schüler und Lehrer geplant sind. Im Schuljahr 2008/09 arbeitete eine chinesische Fremdsprachenassistentin an der Schule und im Oktober 2009 fuhren Musiker Sankt Afras nach Wuhan, um in der Veranstaltungsreihe Deutschland und China – Gemeinsam in Bewegung Konzerte zu geben.
2007 eröffnete im Schloss Siebeneichen in Meißen, dem Sitz der Sächsischen Akademie für Lehrerfortbildung, eine Beratungsstelle zur Begabtenförderung. Neben dem Sächsischen Kultusministerium als Träger unterstützt auch die Karg-Stiftung die Beratungsstelle zur Begabtenförderung. Ebenfalls 2007 begann eine Schulpsychologin ihre Arbeit am Sächsischen Landesgymnasium Sankt Afra.
Gründungsdirektor und erster Schulleiter war Werner Maria Esser. Vom Schuljahr 2008/09 bis 2020 leitete Ulrike Ostermaier die Schule. Im Februar 2021 übernahm Stefan Weih die Leitung. Das grundlegende Konzept der Schule soll beibehalten werden.
Vielerlei aktuelle Zahlen und Informationen zum Gymnasium sind online zu finden in der Sächsischen Schuldatenbank.

## Bibliotheca Afrana
Wann die Bibliothek von St. Afra gegründet wurde, ist unbekannt. Vermutet wird, dass ein Teil des Buchbestandes des im Zuge der Reformationszeit aufgelösten Augustiner Chorherrenstiftes in Meißen von der Schule übernommen wurde. Dies würde erklären, warum die Bibliothek der 1543 gegründeten Fürstenschule bereits 1557 einen für damalige Verhältnisse umfangreichen Buchbestand von 300 Büchern aufwies. Das wertvollste Buch darunter war eine Bibel von 1469. Als sicher gilt, dass Sankt Afra spätestens seit 1588 über eine Bibliothek verfügte, denn für diese Zeit wird in der Schulordnung des Kurfürsten Christian I. von 1583 bis 1591 erstmals ein eigener Etat für die Bibliothek erwähnt. Der Rektor von Sankt Afra, Andreas Lindemuth (1612–1664), überließ nach seinem Tod seine umfangreiche Privatsammlung der Schulbibliothek. Eine weitere Spende kam hinzu durch den Schulinspektor Hans Adolph von Carlowitz.
1945, nach Verlassen der russischen Besatzungstruppen, wurde in den Gebäuden von Sankt Afra eine LPG-Fachhochschule eingerichtet. Während das Gebäude seine wechselvolle Geschichte überdauerte, verlor sich der Bestand der Bibliotheca Afrana. Eine Schulbibliothek, die sich ihrer besonderen Bedeutung bewusst und über Jahrhunderte gewachsen war, wurde liquidiert. Von den 24.000 Bänden der Bibliothek vor dem Krieg waren nach Kriegsende noch etwa 13.000 erhalten.
Eine Anordnung vom März 1948 des Ministeriums für Volksbildung der Landesverwaltung Sachsen befasste sich mit der Bibliothek der Fürsten- und Landesschule. In ihr wird die Überführung der umfangreichen Bestände von Meißen nach Dresden in das ehemalige Kriegsarchiv festgelegt mit der Begründung, dass St. Afra als Schule wie bisher nicht mehr weiterbestehen werde und die große Bücherei nicht genügend ausgenutzt werden würde. Daher sollte sie für das Land Sachsen nutzbar gemacht werden. Mit der Kanzlei der Schule wurde vereinbart, eine Anzahl von Werken aus den einzelnen Wissensgebieten sowie die Stiftungsbibliotheken in Meißen zu belassen, um sie für die Einrichtung, die später in St. Afra eröffnet werden würde, zu erhalten. Der Verbleib dieser Bücher ist unklar. Bei der Übergabe der Bibliothek 1948 wurden laut Übernahmeprotokoll von 13.000 erhalten gebliebenen Büchern der Schulbibliothek rund 4.400 in Meißen belassen. Dieser Bestand setzte sich zusammen aus Objekten der einzelnen Wissensgebiete sowie 800 Bänden afranischer Spezialliteratur. Es gibt keine Angaben über den Verbleib dieser Bücher.
Davon gingen 8.000 an das ehemalige Kriegsarchiv nach Dresden, von denen wiederum 2.000 in den Bestand der Landesbibliothek (heute Sächsische Landesbibliothek – Staats- und Universitätsbibliothek Dresden) eingearbeitet wurden. Die restlichen 6.000 gingen an andere sächsische Bibliotheken. Etwa 1.000 Bände hatte bereits vor dem Krieg die Universitätsbibliothek Leipzig per Fernleihe erhalten. Weitere etwa 4.400 Bücher sowie die Stiftungsbibliotheken wurden angeblich in Meißen belassen; ihr Verbleib ist unbekannt. Lediglich ein paar wenige Handschriften sind im Stadtarchiv von Meißen vorzufinden.
Nach der Neugründung der Schule im Jahre 2001 wurde eine neue Bibliothek eingerichtet, deren Bestand neu aufgebaut werden musste. Mit Spenden und durch die Rückführung einer Reihe von Büchern des ursprünglichen Bestandes, z. B. aus der Sächsischen Landesbibliothek – Staats- und Universitätsbibliothek Dresden, war es möglich, den Schülern von Sankt Afra eine Bibliothek zur Verfügung zu stellen, die sie für Recherchen und Ausleihen nutzen können.
Zwei wertvolle Bücher aus dem 16. beziehungsweise 18. Jahrhundert, die den alten Besitzvermerk „Bibliotheca Afrana“ tragen, befanden sich in der Fachbibliothek Geschichte der Christian-Albrechts-Universität zu Kiel. Beide Bände wurden im Januar 2007 wieder zurückgegeben.
Eine bibliothekswissenschaftliche Untersuchung aus dem Jahr 1992 hat die Geschichte der Bibliotheca Afrana bis 1948 zum Thema.

## Bedeutende Afraner und Lehrer Sankt Afras

### Bedeutende Afraner vor 2001
| Name                                  | Geburtsjahr | Sterbejahr | Beruf                                                                              | in Afra            |
| ------------------------------------- | ----------- | ---------- | ---------------------------------------------------------------------------------- | ------------------ |
| Boehme, Michael                       | 1542        | 1616       | Pädagoge, Philologe und Rektor der Lateinschule in Torgau                          |                    |
| Boerner, Heinrich Carl                | 1844        | 1921       | Jurist und Präsident des Oberlandesgerichts Dresden                                |                    |
| Brause, Johann Friedrich Gottlob von  | 1763        | 1820       | lutherischer Theologe und Superintendent von Eckartsberga und Freiberg             | 1775–1781          |
| Bucher, Christoph Friedrich           | 1651        | 1716       | evangelischer Pfarrer in Sachsen und Autor einer Orgelpredigt                      |                    |
| Chladenius, Carl Gottfried Theodor    | 1759        | 1837       | Jurist und Bürgermeister von Großenhain                                            |                    |
| Ende, Gotthelf Dietrich von           | 1726        | 1798       | Minister in Bremen-Verden                                                          | bis 1745           |
| Eschenbach, Hieronymus                | 1764        | 1797       | Mathematiker und Übersetzer                                                        | 1776–1782          |
| Fraustadt, Georg                      | 1885        | 1968       | Rektor der Fürstenschule Grimma (1924–1938)                                        | 1899–1905          |
| Friedrich Gotthilf Freitag            | 1686        | 1671       | Klassischer Philologe und Gymnasiallehrer                                          | 1700 bis 1706      |
| Friedemann, Friedrich Traugott        | 1793        | 1853       | nassauischer Archivdirektor und Landtagsabgeordneter                               | 1805–1810          |
| Gebauer, August                       | 1792        | 1852       | Schriftsteller                                                                     |                    |
| Gellert, Christian Fürchtegott        | 1715        | 1769       | Dichter und Moralphilosoph der Aufklärung                                          | 1729–1734          |
| Göhre, Paul                           | 1864        | 1928       | evangelischer Theologe und Politiker                                               |                    |
| Hager, Ernst                          | 1847        | 1895       | Philologe, Goethe-Forscher                                                         |                    |
| Hahnemann, Samuel                     | 1755        | 1843       | Arzt, medizinischer Schriftsteller und Übersetzer                                  | bis 1775           |
| Hofmann, Rudolf                       | 1825        | 1917       | evangelischer Theologe                                                             |                    |
| Ilberg, Johannes                      | 1860        | 1930       | Klassischer Philologe und Gymnasiallehrer                                          | 1873, 1874         |
| Juncker, Christian                    | 1668        | 1714       | Pädagoge, Übersetzer, Numismatiker, Bibliothekar, Historiker, Luther-Biograph      | 1683–1687          |
| Kademann, Balthasar                   | 1533        | 1607       | lutherischer Theologe, Hofprediger und Superintendent von Pirna                    | 1545–1549          |
| Krause, Johann Friedrich              | 1770        | 1820       | evangelisch-lutherischer Theologe                                                  | 1784–1789          |
| Kretzschmar, Ferdinand                | 1853        | 1923       | Richter am OLG Dresden                                                             |                    |
| Kreyssig, August Hermann              | 1811        | 1889       | Pastor in Beicha, Chronist der Schule                                              | 1823–1829          |
| Kreyßig, Carl Traugott                | 1786        | 1837       | Jurist, Geheimer Justizrat im Justizministerium in Dresden                         | 1796–1800          |
| Kuhn, Franz                           | 1884        | 1961       | Jurist, Sinologe und literarischer Übersetzer                                      | 1897–1903          |
| Langbein, August Friedrich            | 1757        | 1835       | Dichter und Romanschriftsteller                                                    | 1772–1777          |
| Lennert, Rudolf                       | 1904        | 1988       | Theologe, Lehrer, Pädagoge und Hochschullehrer                                     | 1919–1923          |
| Lessing, Gotthold Ephraim             | 1729        | 1781       | Dichter der deutschen Aufklärung                                                   | 1741–1746          |
| Naumann, Friedrich                    | 1860        | 1919       | evangelischer Theologe, liberaler Politiker                                        |                    |
| Nestler, Waldus                       | 1887        | 1954       | Leipziger Friedens- und Reformpädagoge                                             |                    |
| Nitzsch, Karl Ludwig                  | 1751        | 1831       | Theologe, Generalsuperintendent, Vertreter des rationalistischen Supranaturalismus | vor 1770           |
| Rabener, Gottlieb Wilhelm             | 1714        | 1771       | deutscher Schriftsteller und Publizist der Aufklärung                              |                    |
| Richter, Richard                      | 1839        | 1901       | deutscher Pädagoge                                                                 | ab 1852            |
| Schaller, Wolfgang                    | 1582        | 1626       | Mediziner                                                                          | 1600–1604          |
| Schickert, Paul                       | 1827        | 1905       | deutscher Politiker (Konservative)                                                 |                    |
| Schilling, Gustav Friedrich           | 1766        | 1839       | Dichter und Belletrist                                                             | 1779–1781          |
| Benno Schmidt                         | 1826        | 1896       | Mediziner und Hochschullehrer                                                      | bis 1845           |
| Schnabel, Ernst                       | 1913        | 1986       | Schriftsteller und Pionier des Radio-Features                                      | bis 1930           |
| Schröder, Max Otto                    | 1858        | 1926       | Politiker und sächsischer Minister                                                 |                    |
| Schütz, Hugo von                      | 1836        | 1912       | Jurist und Politiker                                                               | 1850–1856          |
| Seydewitz, Paul von                   | 1843        | 1910       | sächsischer Minister                                                               | 1856–1862          |
| Seyfahrt, Gustav                      | 1796        | 1885       | Ägyptologe                                                                         | ab 1800            |
| Sillig, Johann Gottfried              | 1734        | 1792       | Diakon in Döbeln                                                                   | Abitur 1756        |
| Stephan, Horst                        | 1873        | 1954       | protestantischer Theologe und Publizist                                            | Abitur 1893        |
| Thierfelder, Andreas                  | 1903        | 1986       | Klassischer Philologe                                                              | Abitur 1921        |
| Thierfelder, Theodor                  | 1824        | 1904       | Mediziner                                                                          | Abitur vor 1841    |
| Trentsch, Christian                   | 1605        | 1677       | didaktischer Logiker und Metaphysiker                                              | 1619, 1620         |
| Unger, Friedrich August               | 1833        | 1893       | Arzt                                                                               |                    |
| Wendler, Michael                      | 1610        | 1671       | Moralphilosoph und Theologe                                                        | wenige Monate 1622 |
| Wunder, Eduard                        | 1800        | 1869       | Rektor der Fürstenschule Grimma (1843–1866)                                        | 1816–1818          |
| Zachariae von Lingenthal, Karl Eduard | 1812        | 1894       | Rechtshistoriker                                                                   |                    |
| Zychlinski, Leo von                   | 1822        | 1897       | Jurist, Porträtist und Revolutionär                                                |                    |

### Rektoren
- Fürstenschule (1543–1945)
  - Hermann Vulpius (1543–1546)[34]
  - Georg Fabricius (1546–1571)
  - Friedrich Pensold (1571–1574)
  - Matthias Dresser (1575–1581)
  - Johann Ladislaus (1582–1592)
  - Daniel Menius (1593–1609)
  - Johann Bechmann (1609–1632)
  - Michael Calert (1632–1635)
  - Joachim Reichhard (1636–1637)
  - unbesetzt (1637–1642)
  - Andreas Lindemuth (1642–1664)
  - Johann Georg Wilke (1664–1691)

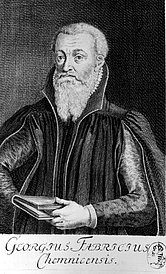
Georg Fabricius

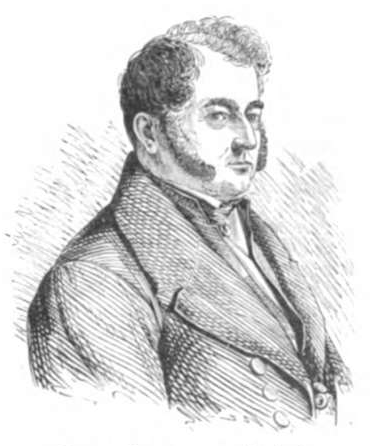
Rektor Baumgarten-Crusius (1843)

  - Justus Gottfried Rabener (1691–1699)
  - Andreas Kirsten (1699–1705)
  - Johann Jacob Stübel (1705–1721)
  - Johann Heinrich Martius (1722–1735)
  - Theophilus Grabener (1735–1750)
  - Johann Uhlisch (1751–1755)
  - Johann Gottfried Höre (1755–1771)
  - Johann Christoph Gottleber (1771–1785)
  - Christian Friedrich Matthäi (1785–1789)
  - Johann August Müller (1789–1804)
  - Karl Heinrich Tzschucke (1804–1813)
  - Christoph Gotthelf König (1813–1827)
  - Johann Gottlieb Kreyßig (1827–1829); provisorisch
  - Johann Daniel Schulze (1829–1832)
  - Karl Wilhelm Baumgarten-Crusius (1833–1845)
  - Ludwig Gottlieb Friedrich Franke (1845–1871)
  - Hugo Ilberg (1871–1874)
  - Hermann Peter (1874–1905)
  - Johannes Poeschel (1905–1921)
  - Otto Hartlich (1921–1934)
  - Hans Kastner (1934–1943)
  - Bernhard Hansen (1943–1945)
- St.-Afra-Gymnasium Meißen (Neugründung als Landkreisgymnasium 1992–2001)
  - Hubert Kaiser (1992–2001)
- Sächsisches Landesgymnasium (seit 2001)
  - Werner Maria Esser (2001–2008)
  - Ulrike Ostermaier (2008–2020)
  - Stefan Weih (ab 1. Februar 2021)[35]

### Lehrer
- Hiob Magdeburg (1543–1569)
- Peter Thomäus (1553–1588)
- Zacharias Hestius (1616–1624)
- Carl Wilhelm Ernst Heimbach (1789–1793)
- Christian Gottlieb Kluge der Jüngere (1775–1821)
- Adolf Peters (1803–1876)
- Johann Gottlieb Kreyßig (1814–1854)
- Jonathan August Weichert (1814–1819)
- August Gebauer (vor 1818)
- Karl Heinrich Graf (ca. 1852–1869)
- Theodor Vogel (1866–1871)
- Heinrich Theodor Flathe (1867–1895)
- Otto Eduard Schmidt (1891–1905)
- Ernst Boehm (1905–1918)
- Georg Fraustadt (1919–1924)
- Sandra Gockel (2001–2008)